# Metallica (альбом)
Metallica — пятый студийный альбом одноимённой американской метал-группы, выпущенный 12 августа 1991 года, также известный как The Black Album (с англ. — «Чёрный альбом»). Первый альбом группы, записанный с продюсером Бобом Роком (впоследствии его называли «человеком, принёсшим колоссальный успех группе Metallica»), который пришёл на смену Флеммингу Расмуссену, занимавшемуся созданием трёх предыдущих дисков коллектива. Рок, до этого продюсировавший такие глэм-металлические команды, как Bon Jovi и Mötley Crüe, подталкивал группу к музыкальным экспериментам, за счёт чего звучание Metallica разительно отличалось от четырёх предыдущих альбомов — песни стали медленнее и короче. Как отмечали эксперты, группа «сильно упростила свой звук» (намекая, что это был уже не метал), что вызвало острую полемику как в музыкальном сообществе, так и среди фанатов коллектива. Многие начали обвинять группу в продажности.
Альбом дебютировал на верхней строчке американского чарта Billboard 200 с 598 000 проданными копиями за первую неделю, в общей сложности отметившись в Top-10 чартов ещё около 15 стран, включая первые места в хит-парадах Великобритании, Германии, Франции и Австралии. Всего продано около 31 миллиона копий Metallica по всему миру, что делает его самым продаваемым альбомом в дискографии коллектива и одним из самых продаваемых в истории метала. По данным организации Nielsen SoundScan, диск фигурировал в чарте Billboard на протяжении 560 недель — он занимает 4-е место по этому показателю, больший результат продемонстрировали лишь The Dark Side of the Moon Pink Floyd, Legend Боба Марли и Greatest Hits Journey. В 2009 году Metallica был признан самым продаваемым альбомом за всё время мониторинга системы SoundScan. В его поддержку было выпущено пять синглов: «Enter Sandman», «The Unforgiven», «Nothing Else Matters», «Wherever I May Roam» и «Sad but True», каждый из которых отметился в чарте Billboard Hot 100. Особенно успешной была песня «Enter Sandman», попавшая в Top-20 и получившая широкую ротацию на MTV.
Metallica считается одним из самых влиятельных альбомов в истории метала, а также в дискографии самой группы, «не уступающим даже великому „Master of Puppets“». В 1992 году диск стал лауреатом премии «Грэмми» за «Лучшее метал-исполнение», опередив записи Anthrax, Megadeth, Motörhead и Soundgarden. В 2002 году он занял 13-е место в списке «100 лучших рок-альбомов всех времён» по версии журнала Classic Rock. В 2003-м попал на 255-ю строчку рейтинга «500 величайших альбомов всех времён» от Rolling Stone, а также на 25-ю в их списке «100 величайших метал-альбомов всех времён» (2017). В 2013 году он фигурировал на 309-м месте в аналогичном списке журнала NME «лучших дисков в истории». Включён в список «200 лучших альбомов» по версии Metal Hammer. В нынешнее время альбом рассматривается как поворотный момент в музыкальном направлении группы, так как именно он «открыл миллионам непосвящённых, что такое хэви-метал», привлёк массы к металу и побудил ряд коллективов метал-сообщества применить схожий подход к своим будущим записям. Согласно иной точке зрения, этот «переоценённый альбом» стал началом «творческого упадка» группы, так как два следующих диска Metallica (также продюсируемые Роком) получили ещё более спорные оценки со стороны музыкальной прессы и фанатов.

## Запись
| Видеоклипы                    |
| ----------------------------- |
| «Enter Sandman» (1991)        |
| «The Unforgiven» (1991)       |
| «Nothing Else Matters» (1992) |
| «Wherever I May Roam» (1992)  |
| «Sad but True» (1993)         |

До записи альбома Metallica музыка группы в основном сочинялась фронтменом Джеймсом Хэтфилдом и барабанщиком Ларсом Ульрихом, причём Хэтфилд отвечал также за написание текстов. Дуэт часто работал над новым материалом в доме Ульриха в Беркли (Калифорния). Однако на этот раз концепции и идеи нескольких песен были придуманы другими членами группы — соло-гитаристом Кирком Хэмметтом и басистом Джейсоном Ньюстедом. Так, Ньюстед сочинил основной рифф композиции «My Friend of Misery», изначально задумывавшейся как инструментальный трек по образцу тех, что были в каждом предыдущем альбоме Metallica. Идеи некоторых песен возникли во время турне Damaged Justice Tour, и за два месяца в середине 1990 года весь материал был написан. Менеджер группы Клифф Бернштейн вспоминал: «Им нужно было принять какое-то смелое и нестандартное решение насчёт записи нового альбома», соглашаясь с мнением своего коллеги, Питера Менша, что с этим альбомом Metallica должна была добиться мировой популярности. Музыканты высоко оценивали спродюсированный Бобом Роком в 1989 году альбом Dr. Feelgood группы Mötley Crüe, поэтому решили пригласить для работы над своей новой пластинкой именно его. Почти все альбомы, в создании которых принимал участие Рок, становились «платиновыми», и впоследствии Хэтфилд так объяснил выбор группы: «В общем, если вы послушаете, что он записывал ранее, то поймете, что всё звучит великолепно, даже когда песни ниже среднего, а о группах и говорить не хочется». Первоначально музыканты относились к своему новому продюсеру настороженно; они со скепсисом встречали его идеи и игнорировали его замечания, однако по ходу записи изменили своё мнение. Ульрих объяснял: «Мы чувствовали, что наш лучший диск ещё впереди, и Боб Рок может помочь нам записать его». В интервью 2007 года он же говорил: «От Боба нам был нужен хороший микс. Мы хотели добиться мощного звучания в нижнем регистре, и не важно, звучит ли эта песня на диске Bon Jovi, The Cult или Metallica. Звук есть звук, и нам он был нужен». При этом, пригласив Рока, музыканты всё же предупредили своего предыдущего продюсера, Флемминга Расмуссена, чтобы он был наготове в первые дни записи, на тот случай, если Рок всё-таки им не подойдет.

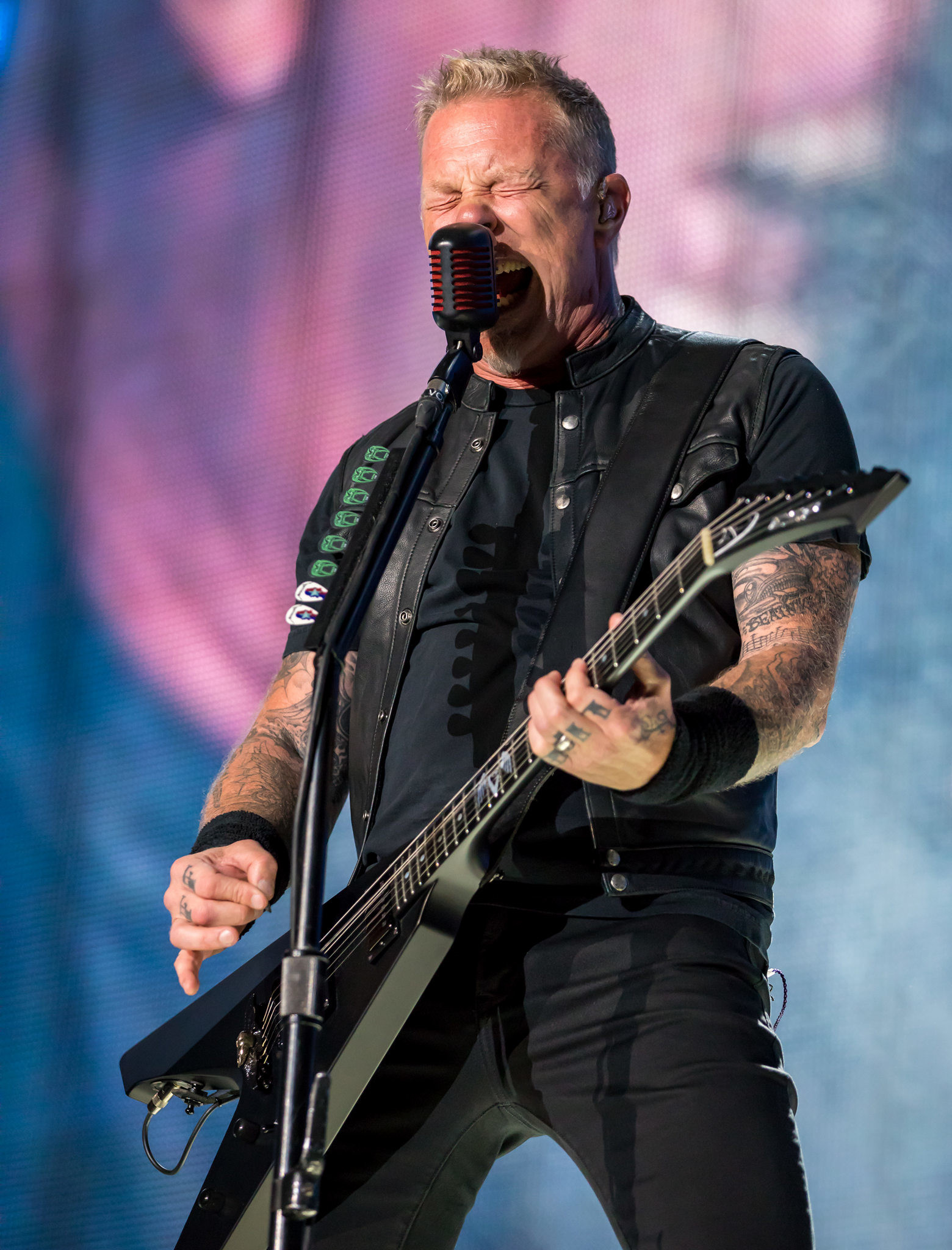
Джеймс Хэтфилд: «Я не возлагал больших надежд на этот альбом, как Ларс. Я знал, что в нём много хороших песен… лучше, чем наши другие записи. Это были наши лучшие песни и они вошли в этот альбом».

После турне в поддержку альбома …And Justice for All музыканты решили попытаться написать более простые песни по сравнению с тем, что сочиняли раньше. Впоследствии Хэтфилд вспоминал «Думаю, после прослушивания „Justice“ стало очевидно, что нам нужно куда-то двигаться. [...] Просто там точно можно было сказать, кто был продюсером, кто его микшировал [...]. Барабаны слишком громкие, рёв гитар... Только я и Ларс». В период с августа по октябрь 1990 года были записаны демоверсии пяти композиций: «Enter Sandman», «The Unforgiven», «Nothing Else Matters», «Wherever I May Roam» и «Sad but True». Ведущий сингл пластинки, «Enter Sandman», стал первой песней, для которой была написана музыка, и последней, которая получила текст. В октябре 1990 года Metallica начала запись альбома в студии One on One Recording в Лос-Анджелесе; кроме того, музыканты неделю работали в студии Little Mountain Sound Studios в Ванкувере. Хэтфилд так прокомментировал запись: «Больше всего нам хотелось ощущения живого звука. В прошлом мы с Ларсом выстраивали ритм-партии без участия Кирка и Джейсона. На этот раз я хотел попробовать сыграть в студии целой группой. Это раскрепощает, и вы лучше чувствуете друг друга». По словам Хэмметта, во время работы над альбомом он использовал предусилитель фирмы Bradshaw для низких и средних частот и два Marshall для высоких: «Мы немного обрабатывали звук эквалайзерами на пульте, и получилось отлично. Я использовал две гитары ESP стратовского стиля с звукоснимателями EMG и одну Les Paul модели Deluxe 89', также с EMG». В том же интервью Хэтфилд рассказывал: «Мы попробовали кучу усилков, но я пришёл к тому же Mesa Boogie Mark II Simul Class, что использовал в последних трёх альбомах. Моей основной гитарой была ESP Explorer с EMG, но я также использовал Telecaster, Gretsch White Falcon с тремоло Bigsby и 12-струнный Guild». В то время как многие метал-группы на протяжении долгих лет прибегали к другим гитарным настройкам для достижения более тяжёлого звучания, Metallica, в основном, записывались в стандартном строе E — единственным исключением стала песня «The Thing That Should Not Be» из альбома Master Of Puppets. Во время записи альбома Рок предложил музыкантам понизить строй в двух композициях — «Sad but True» и «The God That Failed» — до D и Eb соответственно, продемонстрировав, что то же самое было сделано в понравившемся им альбоме Mötley Crüe Dr. Feelgood.
Поскольку Рок продюсировал альбом Metallica впервые, он пытался сподвигнуть группу на поиск новых подходов для записи материала; так, он попросил музыкантов записывать песни совместно, а не по отдельности в изолированных помещениях. Рок также предложил записывать треки вживую и попросил Хэтфилда использовать более гармонический вокал по сравнению с предыдущим альбомом. Рок полагал, что процесс продюсирования будет «гладким», но во взаимодействии с музыкантами возникли трудности, что выразилось в частых и оживлённых спорах с ними по поводу отдельных аспектов пластинки. Так, Рок добивался от Хэтфилда более качественных текстов и в целом был разочарован работой с группой. Поскольку музыканты были перфекционистами, Рок настаивал, чтобы они записывали столько дублей, сколько было необходимо, чтобы получить звук, который они хотели. Продюсер вспоминал: «Мы заходили настолько далеко, насколько могли. Мы потратили недели на запись ударных». Одержимость музыкантов работой стала главной причиной длительного процесса записи, которая вместе с микшированием заняла у группы девять месяцев (6 октября 1990 — 16 июня 1991). Альбом был ремикширован не менее трёх раз и обошёлся в миллион долларов (финальный микс был завершён, только когда начали поджимать сроки мастеринга). Сложный процесс продюсирования совпал с разводами Ульриха, Хэмметта и Ньюстеда с их жёнами; по словам Хэмметта, это повлияло на их игру, потому что они пытались вложить чувство вины и неудачи в музыку, чтобы «извлечь из этого какую-то пользу». Во время записи последней песни альбома, «The Struggle Within», Хэтфилд потерял голос. Однако благодаря урокам с церковнослужителем фронтмен восстановил вокал на прежнем уровне. «Он вернул мне уверенность в себе» — вспоминал музыкант.
«Единственная вещь, в которой Боб получил полную свободу, — это воздействие на Джеймса по части того, чтобы тот раскрепостился и начал петь по-настоящему. Мы всегда позиционировали себя как Большая Страшная Metallica, а Боб познакомил нас с новым словом, которое никто из нас раньше не слышал: „Душевно“».
Боб Рок изменил привычный подход группы к записи материала — он всячески поощрял эксперименты, расширив представление музыкантов о себе как о группе и о том, чего они могут достичь. Этот процесс стоил продюсеру стольких нервов, что он на какое-то время зарёкся не работать с Metallica. Ульрих вспоминал, что они не общались с Роком больше года после записи: «Мне никогда так тяжело не давалась запись альбома. Поэтому после того, как мы закончили „Чёрный альбом“, я не хотел его больше видеть». О накалённых отношениях между группой и продюсером рассказывается в «A Year and a Half in the Life of Metallica» и «Classic Albums: Metallica» — фильмах, посвящённых изматывающей студийной работе, которая привела к появлению альбома. Несмотря на противоречия между музыкантами и Роком, они вновь сотрудничали с этим продюсером при выпуске трёх следующих альбомов — Load (1996), ReLoad (1997) и St. Anger (2003). Хотя позднее сами музыканты высоко оценивали вклад продюсера в их запись, после выпуска St. Anger фанатами группы была сочинена петиция, в которой от музыкантов требовали отказаться от дальнейшего сотрудничества с Роком и которую подписали более 1500 человек. Авторы петиции утверждали, что он слишком сильно влияет на звук и музыкальное направление коллектива. Впоследствии Рок заявил, что петиция показалась обидной его детям, не понимавшим обстоятельств, при которых она появилась: «Иногда даже с отличным тренером команда продолжает проигрывать. Нужен приток свежей крови». «Все 12 песен — наши. Они были написаны ещё до того, как мы пригласили продюсера, но Боб очень помог нам выстроить весь звук. Все стали охотнее вносить собственные идеи. Сильная сторона Рока была в том, что он мог выжать из нас хорошее исполнение, особенно вокал», — подчёркивал Ульрих.

## Музыка и тематика текстов
«На „Justice“ мы с Джейсоном промахнулись, и в этот раз мне не хотелось повторять ошибку, поэтому мы с самого начала постарались развести бас с гитарой и сблизить его с ударными. Думаю, бас всегда был самым загадочным инструментом в группе, мы никогда не уделяли ему достаточного внимания, потому что он [Клифф] всегда был сам по себе. Мы с Джеймсом часто пытались убедить его немного изменить манеру игры, но Клифф оставался Клиффом: он всё делал по-своему, и всё тут».
Во время работы над пластинкой продюсер часто предлагал музыкантам уменьшать темп песен — за счёт более медленной скорости исполнения группа расширяла свой музыкальный и выразительный диапазон. Звучание альбома ознаменовало переход Metallica от трэш-метала — стиля их четырёх предыдущих студийных альбомов — к более коммерческому хэви-металу, однако всё ещё сохраняло некоторые признаки трэша. Многие музыкальные эксперты считают, что альбом стал переломным на пути от зачастую монументальных композиций предыдущих пластинок к более медленному, раскрепощённому стилю поздних дисков группы, где «старая» и «новая» Metallica отличаются друг от друга. По настоянию Рока были добавлены инструменты, обычно не используемые хэви-металлическими командами, такие как виолончели в «The Unforgiven» и оркестровая партия в «Nothing Else Matters». Было также усилено звучание бас-гитары, которую было почти не слышно на предыдущем диске коллектива — …And Justice for All. По словам басиста Ньюстеда, он пытался создать при помощи своего инструмента «настоящую ритм-секцию, а не одномерный звук». Ульрих, в свою очередь, отмечал, что как ударник старался избежать «прогрессивных „пиртсианских“ парадидлов, которые стало слишком скучно исполнять на концертах», и использовал в качестве основного звука технику, схожую со стилем Чарли Уоттса из The Rolling Stones и Фила Радда из AC/DC.
В этот раз группа использовала более простой подход к созданию материала, отчасти из-за того, что музыканты считали записанные для …And Justice for All песни слишком длинными и сложными. По словам Хэтфилда, ротация на радио не была главной целью сочинения коротких песен, но поскольку музыканты чувствовали, что «уже заездили формат более длинных песен до смерти», они посчитали перспективным перейти на исполнение песен всего с парой риффов, «способных донести мысль за пару минут». Ульрих рассказывал о неуверенности, которую группа испытывала в музыкальном плане: «Мы ощущали себя некомпетентными как музыканты и как авторы песен, и оттого в период „Master of Puppets“ и „Justice“ бросались в крайности, чтобы доказать свои способности. „Мы запишем всё это странное дерьмо, чтобы доказать, какие мы способные музыканты и поэты“». Хэтфилд добавлял, что не хотел повторяться и всё время делать одно и то же: «Если сидеть [в студии] и переживать, понравится ли людям альбом, принуждая себя сочинять в определённом стиле, — выходит, что пишешь для кого-то другого. Все мы разные. Если бы все были одинаковыми, это было бы чертовски скучно». «В хэви-метале всё стало чересчур преувеличенным. „Чёрный альбом“ стал как бы призывом: „Стойте! Давайте упростим эту туфту и вернёмся к чему-то более осязаемому“» — пояснял ударник.

Тексты в альбоме были более личными и рефлексивными по своему характеру, нежели в предыдущих; по словам Рока, Хэтфилд (автор всех песен альбома) стал более уверен в себе, в качестве источников вдохновения ориентируясь на Боба Дилана, Боба Марли и Джона Леннона. Тематика песен стала более интроспективной и личной в сравнении с предыдущими пластинками; впоследствии фронтмен вспоминал: «В какой-то момент писать тексты в духе „...Justice“ стало слишком легко. Это слишком просто — посмотрел телевизор и написал грёбаную песню про то, что увидел. Писать о своих чувствах намного труднее, чем про политику [...]». Сам музыкант почти никогда не объяснял содержание своих текстов: это либо делал Ульрих, либо фанатам приходилось искать интерпретации самостоятельно. Ударник вспоминал, что Хэтфилд несколько раз писал текст буквально за пять минут до того, как его спеть; «он сначала пишет мелодию, затем подставляет текст в соответствии со слогами» — пояснял музыкант. В свою очередь, Хэтфилд отмечал: 
Я не из тех, кто будет сидеть и зачитываться поэзией, зато я пишу небольшие стихотворения, которые в итоге становятся текстами песен. [...] Единственный способ затронуть души людей — это говорить о своих чувствах, вопросах жизни, тех вещах, которые волнуют большинство. Тут не ошибёшься. Если выражаешь собственные чувства — чуть-чуть говоришь и обо всём мире.
- «Enter Sandman» начинается «зловещим» медиаторным проигрышем, напоминающим «Harvester of Sorrow», после чего переходит в «невероятно простой, но удивительно виртуозный рифф», сочинённый Хэмметтом[20]. Мелодия трека строится вокруг этого риффа, наряду с цикличным припевом и сочетанием аккордов «E» и «F»[20]. В середине песни звучит соло с эффектом «wah-wah», после чего Хэтфилд произносит ночную молитву, которую повторяет детский голос. Крис Ингэм назвал это мастерским ходом, так как он «создаёт некую задержку перед ударным возвращением в последний припев»[104]. Писатель также охарактеризовал текст записи как «возвращение к корням, более, чем у любой другой песни, написанной после „Kill 'Em All“»[101]. В «Enter Sandman» идёт речь о персонаже фольклора — Песочном человеке, который, согласно поверьям, сыплет заигравшимся допоздна детям в глаза волшебный песок, заставляя их засыпать[105]. Крис Тру из AllMusic отмечал, что содержание песни отсылает к «кошмарам и всему, что с ними связано»[106].
- «Sad but True» была записана в пониженном гитарном строе с наложением нескольких отдельных гитарных дорожек, за счёт чего риффы приобрели «поистине оглушительное звучание»[107]. Структура песни напоминает диалог автора со своими внутренними демонами — Хэтфилд выпускает наружу «личные страхи и зависти, всё, что ощущает ежедневно каждый человек»[108]. Сам музыкант так рассказал о содержании композиции: «Когда другие творят зло, насилие, причиняют боль, спроси себя: „А сам-то я сильно от них отличаюсь? Я — нет.“»[108] Песня была очень благосклонно принята старыми фанатами группы; по их мнению, Metallica продемонстрировала, что несмотря на потерю в скорости, она всё ещё оставалась тяжёлой[107].
- «Holier Than Thou» выстроена на напряжённом, интенсивном риффе и по своему звучанию виртуозно балансирует между роком и металом, по скорости заметно опережая две предыдущие композиции[107][109]. По мнению Ингэма, по своему звуку это самый «традиционный для группы» трек в альбоме[109]. Текст песни посвящён людям, которые крутятся вокруг рок-звёзд, и жизни музыкантов между концертами[14]. По словам Хэтфилда, Рок счёл его содержание чересчур откровенным: «Когда я принёс текст к „Holier Than Thou“, Боб сказал: „Это про меня, что ли?“. У него прям паранойя началась. Но это про типичные такие рок-тусы, и как оно там происходит... Как туда просочиться, называя всякие громкие имена и прочую ерунду»[110].

Промофотография группы периода выхода альбома, через несколько лет группа кардинально сменит имидж

- «The Unforgiven» была полностью выстроена вокруг вокальной линии. По настоянию Рока, Хэтфилд впервые использовал более мягкий и глубокий вокал[107]; согласно плану продюсера, музыканты должны были отнестись к его голосу как к инструменту[111]. По мнению Ингэма, «песня свидетельствует, что Metallica стала сложным и зрелым коллективом — от гитарного „рубилова“ как символа повседневной рутины до строчек, выражающих крушение надежд»[111]. Сам Хэтфилд так отзывался о композиции: «The Unforgiven — о парне, который никогда не пользовался никакими преимуществами, пропускал все шансы»[111]. «Она о том, что многие люди просто проживают свою жизнь, не проявляя никакой инициативы. Многие просто следуют по следам других» — добавлял Ульрих[112]. В этой песне, как и в «Nothing Else Matters», Хэтфилд подражал «угрюмому» вокальному стилю Криса Айзека, который привлёк его внимание хитом «Wicked Game». Вдохновившись им, музыкант попросил Рока помочь ему добиться схожего результата[49].
- «Wherever I May Roam» повествует о гастрольной жизни и прославляет связь между музыкантами и фанатами, которые следуют за группой во время турне[113]. Хэтфилд поёт о «скитальце, кочевнике, бродяге», несущем бремя вечных странствий[114]. По словам Ингэма, в песне отсутствуют классические темы, характерные для предыдущих дисков коллектива — «сумасшествие, смерти, войны, коррупция, ложь», — в ней нет ничего про «тёмные силы и негатив». Тем самым Metallica, осознанно или нет, окончательно сорвала ярлык экстремальной или андеграундной команды; как и любая группа, они теперь поют о том, что такое быть рок-н-ролльной группой вообще, «а не просто какими-то громкими и страшными хэви-метал-монстрами»[113]. Характерное «восточное» вступление композиции было сыграно Хэтфилдом на электроситаре, в свою очередь Ньюстед использовал 12-струнную бас-гитару, «которая звучала словно перкуссия»[115][116]. Видеоклип для песни был смонтирован из типичных кадров, снятых во время гастрольного тура[113].
- «Don’t Tread on Me» начинается мелодией «America» из мюзикла «Вестсайдская история»[117]. В основе песни лежит хроматическая прогрессия. Гитарное соло звучит на фоне одной из немногочисленных сложных секций альбома[118]. Текст песни стал предметом многочисленных споров, так как она была выпущена на фоне начинавшейся Войны в Персидском Заливе; некоторые сочли её патриотической, другие заявляли, что она — антивоенная[114][119]. Сам Хэтфилд так прокомментировал её содержание: «Когда война началась, мы не были ни на чьей стороне. Просто люди увидели в песне слово „война“ и рехнулись. Нам все советовали снять видео в стиле „Give Peace a Chance“»[комм. 16][119]. В свою очередь, Хэмметт отмечал: «Многие интерпретировали её как провоенную песню — типа „ура, покажем всем!“ Это, конечно, колоссальное заблуждение»[120]. Название композиции — слоган американского боевого подразделения «Ополченцы округа Калпепер», на флаге которых был выведен девиз «Свобода или смерть»[114].
- «Through the Never» представляет собой рассуждения автора на тему: кто я, что я здесь делаю, есть ли кто-то ещё в бескрайних просторах космоса? По мнению Ингэма, это был самый философский текст Хэтфилда на тот момент, «понятно, что в душе автора живут какие-то вопросы духовности, очевидно, что надежда на спасение у него конфликтует с рациональным сознанием атеиста»[14]. В музыкальном плане композиция имеет умеренно быстрый, «но не трэшевый рифф», который начинается с самого начала мелодии. Джоэл Макайвер назвал именно её самой типичной, в сравнении с предыдущим творчеством Metallica, песней в альбоме, при этом отметив, что его предположение «весьма относительно, так как весь альбом — попытка отойти от прежнего стиля»[118].

- Центральная баллада альбома, «Nothing Else Matters», представляет собой медленную песню с яркими акустическими переборами[118]. В этой композиции музыканты впервые обратились к оркестровой аранжировке (за которую отвечал дирижёр Майкл Кэймен), также добавив вокальные гармонии и игру на открытых струнах во вступлении[123][124]. По словам Хэтфилда, группа хотела написать нетипичную для Metallica балладу: «Мы хотели сделать более вокальную песню. Мне кажется струнные в ней мегакрутые»[125]. Гитарист признавался, что во время написания слов к песне, когда группа была с гастролями в Канаде, он находился в душевном смятении и был очень уязвим («я написал её в одиночестве»). Музыкант очень скучал по своей подруге и посвятил песню ей[126][80]; начало песни — переборы на открытых 1, 2, 3 и 6 струнах — он сочинил разговаривая с ней по телефону[127], из-за чего мог играть на гитаре только одной рукой[128]. Впоследствии рецензент портала AllMusic Крис Тру заявил, что «самым захватывающим моментом является то, что Metallica выпустила медленную песню, которая не была посвящена смерти или печали, одиночеству или самоубийству. Это песня о том, как найти своё истинное призвание и придерживаться его[129]». Сперва Хэтфилд не хотел показывать песню другим музыкантам, так как считал, что она не соответствует стилю «Металлики»[49], а её текст он счёл слишком личным[130]. Однако, услышав её, остальные его переубедили[131].
- «Of Wolf & Man» отражает мир глазами оборотня — «Луна ярко светит на звёздном небе / Воздух холоден, как сталь»[121]. Хэтфилд говорил: «Мне нравится животное начало и в людях, и в природе. Иногда просто оглядываешься и видишь, сколько разного наделал человек. Я не понимаю, зачем нам столько всего? „Of Wolf & Man“ — об основах, о смысле жизни. Песня рассказывает о сходстве человека и волка, а сходства там есть большие»[132]. В тексте заметен возрастающий интерес музыканта к охоте, которой он увлёкся после изматывающего тура Damaged Justice Tour[англ.][77]. Регулярно выезжая вместе со своим другом Тедом Ньюджентом в лес, Хэтфилд отразил в песне свою радость от процесса и желание простой, «корневой» жизни[132]. Ингэм отмечал, что в музыкальном плане «это явно возвращение во времена „Ride the Lightning“», так как структура песни «выстроена почти так же, как у „Creeping Death“»[132].
- По словам Макайвера, «The God That Failed» — «одна из тех композиций, которая не выделяется на фоне альбома, но делает его узнаваемым»[121]. У Рока ушла неделя на то, чтобы создать в студии атмосферу, в которой Хэтфилд мог бы выразить всё то тёмное из глубины души, что отразилось в меланхоличном содержании[133]. В тексте, глубоко личном для музыканта, он обрушивается на организованную религию. Мать Хэтфилда умерла от рака, когда ему было 17 лет. Он всегда утверждал, что если бы она не была такой преданной научной христианкой и принимала бы лекарства, то излечилась бы от болезни. Интерпретируя содержание песни, Ингэм отмечал, что строчки «Он жрёт, он растёт, он всё, что ты знаешь, затмит» — не только о промывке мозгов слепой верой, но также о физическом распространении болезни — недиагностированном раке[134].

«Думаю, пришло время сказать, откуда я взял гитарный ход перед брейком в «Enter Sandman». Это из песни „Magic Man“ группы Heart, но при этом я его взял не из версии Heart, а из альбома Ice-T „Power“, где оно было засемплировано. Я послушал его и подумал, что должен стянуть!».
- «My Friend of Misery» начинается басовыми переборами Ньюстеда, которые сменяются сложным многослойным риффом, хорошо передающим язвительную текстовую составляющую — ложное превосходство лицемеров[121][135]. В песне поётся о неком неизвестном персонаже, «утверждающем, что уныние и депрессию надо ценить, а не избегать их»[121]. «Это песня о людях, которые берут на себя ответственность, но обнаруживают, что те, за кого они борются, их совсем не поддерживают» — отмечал впоследствии Ульрих[135]. Позднее выяснилось, что басовое выступление изначально должно было длиться несколько минут (так как это была первая песня, которую Ньюстеду доверили развить самостоятельно с момента присоединения к группе)[135], однако в итоге бо́льшая его часть была вырезана. Тем не менее, впоследствии музыкант неоднократно исполнял удалённое из композиции соло на последующих концертах во время гастролей в поддержку «Чёрного альбома»[10].
- По мнению Ингэма, «The Struggle Within» «фокусируется на отрицательных чертах других, определённых людей, или даже на слабости человеческого духа вообще»[96]. Писатель подчёркивал — «надо понимать, что Хэтфилд ненавидит нытиков и жалобщиков. Песни вроде „Sad but True“, „The Unforgiven“, „Holier Than Thou“ имеют дело с негативным мировоззрением, которое в конце концов оказывает негативное влияние на весь мир в целом. По мнению Ингэма, Хэтфилд, как и большинство его консервативных слушателей, придерживается мачистского, сильного подхода в жизни (что отражается во многих текстах фронтмена „Металлики“, к примеру: „Don’t Tread on Me“, „Of Wolf & Man“)»[96]. Хотя он также признавал, что в этой композиции автор вполне «мог затрагивать недостатки своей натуры — в момент экзорцизма»[96].

### Обложка и название

Гадсденовский флаг Соединённых Штатов

Участники группы долго спорили о названии альбома; музыканты хотели назвать его Five (с англ. — «Пятый») или использовать название одной из песен, но в конечном счёте выбрали эпоним, потому что «хотели простого названия» — их целью было минимизировать роль обложки, чтобы основное внимание досталось содержанию. На обложке альбома изображён логотип группы, расположенный под углом в левой верхней её части, а также свёрнутая змея, взятая из Гадсденовского флага — в нижней правой. Обе эмблемы тёмно-серые, за счёт чего сливаются с чёрным фоном, из-за которого пластинка получила прозвище «Чёрный альбом» (англ. The Black Album). Эти символы также фигурируют на задней части обложки. Девиз на Гадсденовском флаге гласит «Не наступай на меня» (англ. «Don't Tread on Me»). Позднее, во время гражданской войны, подобные флаги были приняты многими конфедеративными армиями; такое же название получила и одна из песен альбома. Сложенный буклет без страниц содержит фотографию лиц музыкантов на чёрном фоне. Тексты песен и примечания напечатаны на сером фоне.
Идея минимизировать изображение на обложке, предельно её упростив, принадлежала Ульриху. Она возникла в начале процесса записи как протест против типичных, «мультяшных» металлических образов, характерных для этого жанра. Барабанщик просматривал «типичный красочный хэви-металлический журнал» и обратил внимание, насколько похоже выглядят изображения на обложках — «все эти мультяшные персонажи, вся эта сталь, кровь и кишки». В этот момент он понял, что Metallica должна сделать что-то принципиально иное: «Чем дальше мы уйдём от этого, тем лучше». Получившаяся полностью чёрной обложка представляла собой некий манифест, который лаконично выразил Хэтфилд: «Вот вам чёрный конверт, чёрный логотип, идите на хрен».
Обложка Metallica напоминает альбом Smell the Glove группы Spinal Tap, на который музыканты шутя ссылаются в документальном фильме «Полтора года в жизни „Металлики“». Участники Spinal Tap также фигурируют в ленте и напрямую спрашивают Metallica об этом сходстве в юмористическом ключе: «Представители „Металлики“, откуда пришла идея сделать полностью чёрный альбом?» Пока Хэмметт демонстративно прокашливается, гитарист Найджел Тафнел высказывает предположение, что это «какой-то тайный левацкий трибьют». Однако после этого Spinal Tap сходятся во мнении, что это просто дань уважения «Металлики» их коллективу. «Это сделано в качестве дани уважения» — соглашается Хэмметт. Впоследствии в интервью Мику Уоллу Ульрих отмечал, что ему не нравится подобное сравнение: «Конечно, находились люди, которые считали, что это похоже на Spinal Tap, но если уж выбор стоял между чёрным и розовым — вы понимаете. Люди могут со мной хоть целыми днями говорить про Spinal Tap, я к этому невосприимчив. Мне нет дела». Он также предлагал простое объяснение — «всем нам [группе] нравится чёрный цвет». Помимо этого, обложку Metallica сравнивали с «Белым альбомом» группы The Beatles и другими обложками в подобном стиле. Так, Уолл писал, что она похожа на «фотонегатив „The White Album“».

## Продвижение

### Синглы

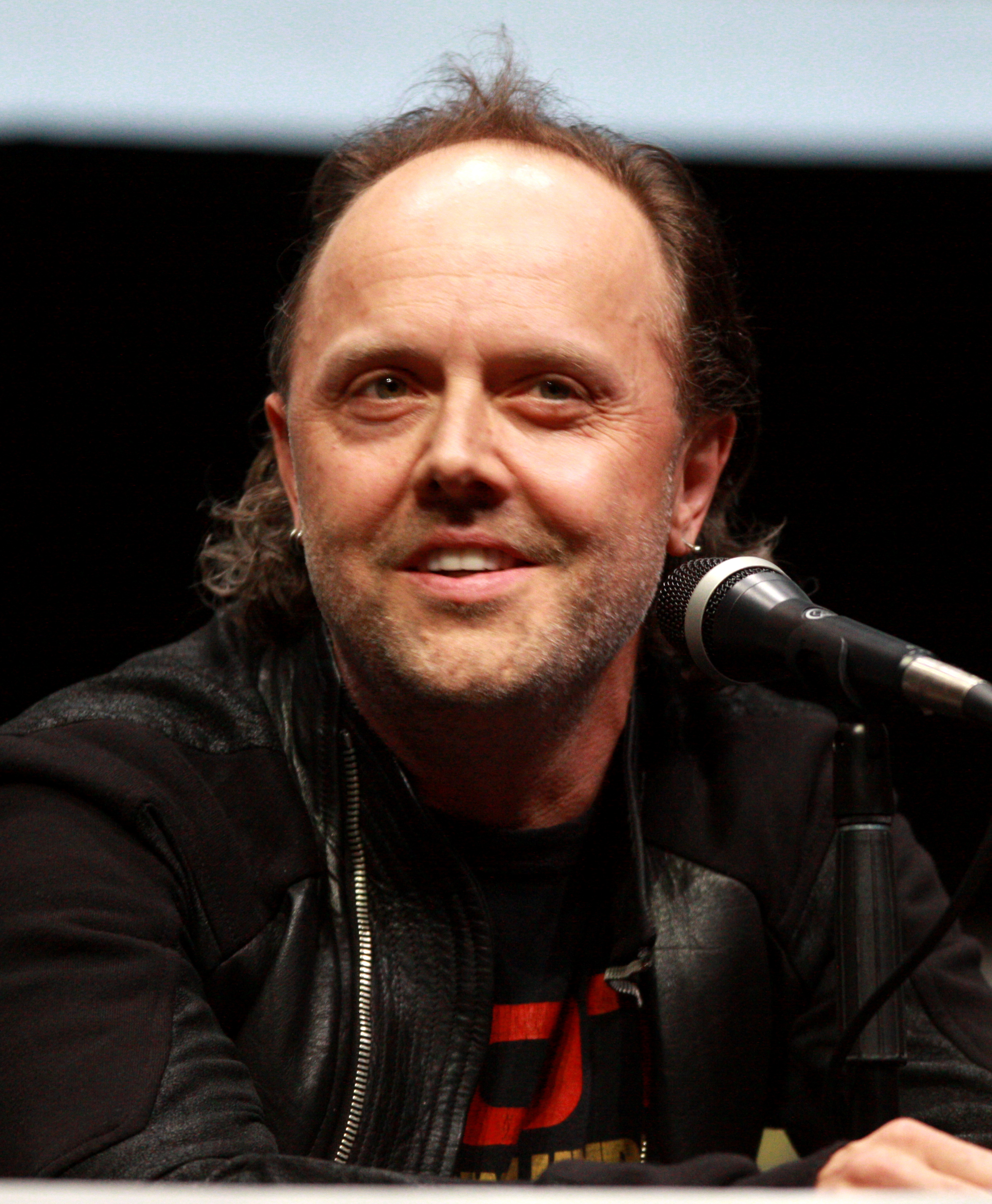
Изначально первым синглом пластинки предполагалось выпустить трек «Holier Than Thou», но Ларс Ульрих был одним из тех, кто настоял на песне «Enter Sandman»

В поддержку альбома было выпущено 5 синглов и 1 промосингл. В качестве ведущего сингла была выбрана песня «Enter Sandman», релиз которой состоялся 29 июля 1991 года. Сингл достиг 16-го места в чарте Billboard Hot 100 и был сертифицирован как «платиновый» Американской ассоциацией звукозаписывающей индустрии (RIAA). Следующая песня, «Don’t Tread on Me», была издана в виде промосингла, который добрался до 21-й строчки в хит-параде Hot Mainstream Rock Tracks. Второй сингл, «The Unforgiven», отметился в Top-40 национального американского чарта; лучшим его показателем стал Top-10 хит-парада Австралии. В 1992 году был выпущен сингл «Nothing Else Matters», который пользовался большим успехом по всему миру и отметился в первой десятке чартов Соединённого Королевства и Ирландии. Четвёртый сингл альбома, «Wherever I May Roam», также выпущенный в 1992 году, занял 2-е место в чарте Hot Mainstream Rock Tracks, однако был менее успешен в Billboard Hot 100, где не попал даже в Top-80. В 1993 году увидел свет последний сингл, «Sad but True», который продемонстрировал худшие показатели из всех песен, выпущенных в поддержку альбома, — он продержался всего неделю в чарте Billboard Hot 100, где оказался на 98-м месте. Почти все синглы альбома сопровождались музыкальными клипами; так, музыкальное видео для песни «Enter Sandman», снятое режиссёром Уэйном Айшемом, стало лауреатом премии MTV Video Music Award в категории «Лучшее рок-видео» на церемонии 1992 года.

### Коммерческие показатели
Релиз Metallica состоялся 12 августа 1991 года; это был первый альбом группы, дебютировавший на верхней строчке чарта Billboard 200, с 598 тысячами проданных копий за первую неделю. Альбом получил «платиновый» сертификат всего за две недели продаж и провёл месяц на вершине Billboard 200, в общей сложности продержавшись в этом чарте 560 недель, причём до 17 апреля 1993 в Top-40 и до 8 октября 1994 — в Top-100. По данным организации Nielsen SoundScan (существует с 1991 года и занимается маркетинговыми исследованиями), диск занимает 4-е место по этому показателю (на 2019 год) — лучший результат продемонстрировали лишь альбом The Dark Side of the Moon группы Pink Floyd, а также сборники Legend певца Боба Марли и Greatest Hits группы Journey. В 2009 году альбом Metallica обогнал лонгплей певицы Шанайи Твейн Come On Over как самый продаваемый диск т. н. эры SoundScan; кроме того, он удерживает рекорд по наиболее долгому пребыванию в чарте Billboard за этот период. По данным Nielsen SoundScan, продажи этого альбома первыми превысили 16 миллионов экземпляров, причём 5,8 миллиона копий Metallica были приобретены на аудиокассетах. Альбом никогда не продавался меньше, чем по тысяче копий в неделю, а к 2016 году объём его продаж поднялся до 5 тысяч экземпляров в неделю. В 2012 году лонгплей Metallica был сертифицирован шестнадцатикратно «платиновым» статусом в Соединённых Штатах (RIAA), что приравнивается к «бриллиантовому» показателю. Продажи альбома по всему миру составляют более 31 миллиона экземпляров на физических носителях. Помимо самого альбома, финансово успешными были все пять синглов, выпущенные в его поддержку: «Enter Sandman», «The Unforgiven», «Nothing Else Matters», «Wherever I May Roam» и «Sad but True». Каждый из них попал в национальный песенный чарт США Billboard Hot 100.
«Ты думаешь, что однажды к тебе подойдет чувак и скажет «У вас альбом номер 1 в Америке», и весь мир перевернётся. А на самом деле я стоял в номере отеля и по факсу пришло сообщение «Вы номер 1», и всё было типа «ну ладно, хорошо». Просто ещё один долбаный факс из офиса».
Альбом Metallica дебютировал на первом месте в британском хит-параде UK Albums Chart, получив двукратно «платиновый» сертификат от Британской ассоциации производителей фонограмм с более чем 600 000 проданных копий в Великобритании. Помимо этого, альбом возглавил национальные чарты Австралии, Канады, Германии, Новой Зеландии, Норвегии, Нидерландов, Швеции и Швейцарии. Он также вошёл в первую пятёрку хит-парадов Австрии, Финляндии и Японии, и Top-10 чарта Испании. При этом альбом не попал даже в Top-20 национального чарта Ирландии, добравшись в нём лишь до 27-го места. Альбом достиг 12-кратного «платинового» статуса в Австралии (ARIA), а также получил «бриллиантовые» сертификаты в Канаде (CRIA) и Новой Зеландии (RMNZ) с тиражами в 1 миллион и 150 тысяч копий соответственно. В общей сложности лонгплей получил «платиновый» сертификат в 17 странах.

## Отзывы критиков
| Оценки критиков               | Оценки критиков |
| Источник                      | Оценка          |
| ----------------------------- | --------------- |
| AllMusic                      | [ 1 ]           |
| Chicago Tribune               | [ 172 ]         |
| Classic Rock                  | [ 173 ]         |
| Encyclopedia of Popular Music | [ 174 ]         |
| Entertainment Weekly          | B+              |
| Los Angeles Times             | [ 176 ]         |
| MusicHound                    | [ 177 ]         |
| Pitchfork                     | 7.7/10          |
| Q                             | [ 179 ]         |
| Rolling Stone                 | [ 87 ]          |
| Select                        | [ 180 ]         |
| Spin                          | (положительная) |

Альбом был тепло встречен как рецензентами из сферы хэви-метала, так и мейнстримовыми изданиями, включая NME, The New York Times и The Village Voice. Так, Дэвид Кавана из британского издания Select охарактеризовал лонгплей как «обезоруживающе искренний», назвав его «эпическом триумфом во всех отношениях» и «металлическим раем». Обозреватель Q Марк Купер счёл приятным новшеством то, что в этом альбоме удалось избежать типичных для творчества метал-групп неуклюжих метафор, а также «лощёного» продюсирования. Он писал: «Metallica удаётся возродить тот накал, который создавали такие [группы], как Black Sabbath, прежде чем метал влюбился в свои собственные клише». В обзоре для журнала Spin Алек Фоге отметил, что Metallica демонстрирует «новообретённую многогранность», от торжественности «The Unforgiven» до обличения глупости в «Holier Than Thou», и сравнил альбом с «отшлифованной чёрной жемчужиной». Рецензент Rolling Stone Роберт Палмер заявил, что некоторым песням пластинки суждено стать «классикой хард-рока» и что, за исключением «Don’t Tread on Me» (единственной, по его мнению, «пустышки» как в музыкальном плане, так и с точки зрения текста), Metallica — «образцовый альбом зрелого, но по-прежнему отвязного рок-н-ролла». Грег Кот из Chicago Tribune, автор путеводителя по альбомам группы, рекомендовал диск как «отличную вещь для начала знакомства [с творчеством] коллектива, за счёт его более лаконичных песен и взрывного продакшена». Ему вторил журналист Боривой Кргин, который отметил «непревзойдённое» качество продюсирования, заявив: «Сначала было странно слышать от „Металлики“ такие традиционные аранжировки песен, но сила материала проступала со всей очевидностью. И многие песни сразу стали классикой».
Менее восторженным был отзыв Джонатана Голда из газеты Los Angeles Times. По словам рецензента, хотя Metallica «довольно удачно» вписалась в поп-мелодичность, альбом создаёт ощущение, что группа «больше не ловит кайф от возможностей своего саунда. Это как если бы она, проиграв Jethro Tull пару лет назад, решила стать […] чем-то вроде Led Zeppelin времён „Presence“». Положение, по мнению Голда, усугубляется «метал-культом», возникшим вокруг коллектива, чья реакция повторила ситуацию с переходом Боба Дилана к электрозвучанию в середине 1960-х. Подобное мнение разделял метал-эксперт Мартин Попофф: «Мне альбом вообще не понравился. Я подумал, ну вот они и облажались. Диск скучный и медленный. Он не оригинален, не слишком хорошо записан для пластинки, на которую ушло столько сил и времени. Просто очередной альбом. Просто качественная пластинка, и ничего больше…». В свою очередь, Джон Парелес из The New York Times сетовал, что без фирменных двойных басовых барабанов Ульриха альбом напоминает рок 1970-х, наподобие Black Sabbath и Deep Purple: «Metallica пытается вырваться из ограничений стиля, который она же создала, из-под груза собственной новаторской музыки, а это нелегко. Уберите скорость, и спид-метал станет не чем иным, как старомодным хэви-металом». Между тем, публицист Entertainment Weekly Дэвид Браун, отметивший, что на этом диске «Metallica, возможно, изобрела новый жанр — прогрессивный трэш», задался вопросом, стоило ли этой выдающейся спид-метал группе столько лет «биться головой об стену», сочиняя «язвительные диатрибы» в рамках андеграундной сцены, если в итоге она двинулась в сторону мейнстрима.
В ретроспективных обзорах альбом оценивался музыкальной прессой высоко. Редакция журнала Kerrang! полагала, что пластинка «вывела [группу] из металлического гетто к истинному мейнстриму мирового рок-олимпа». Публицист издания Melody Maker отметил намеренный отход от трэшевого стиля периода …And Justice for All: «Альбом был медленнее, гораздо проще и, вероятно, вдвое тяжелее, чем всё, что они делали до этого». В своем обзоре для BBC Music Сид Смит заявил, что, хотя преданные фанаты группы обвинили музыкантов в продажности, Metallica уверенно отошла от стиля своих предыдущих пластинок и перешла от статуса «культовых металлических богов к настоящим рок-звёздам». В свою очередь, редакция журнала Classic Rock назвала диск «абсолютной вершиной долгой и успешной карьеры Metallica» и отметила, что альбом стал источником вдохновения для постгранжевой музыки 1990-х, а также убедил музыкальную индустрию принять хэви-метал как жанр с мейнстримовым потенциалом. Во время обзора переизданий каталога группы рецензент журнала Джерри Юинг поставил альбому 5 баллов из 5, отметив, что несмотря на смену продюсера, фанатам Metallica «не следовало беспокоиться»: «Диск определил метал жанр. Песни стали сильнее, тяжелее и привлекательнее. Уроки, извлечённые Хэтфилдом и Ульрихом из собственного опыта, положительно сказались на двух отличных хитовых балладах „The Unforgiven“ и „Nothing Else Matters“, а также на жуткой открывающей композиции „The Enter Sandman“. В общем, альбом получился превосходным». По мнению Стива Хьюи из AllMusic, массовая популярность пластинки вдохновила другие коллективы спид-метала также перейти к более простому, менее прогрессивному саунду. Хьюи назвал Metallica «хорошим, но едва ли великим альбомом», чьи лучшие песни заслуженно обрели статус культовых в хэви-метале, но чья концепция также предвещала будущий творческий упадок группы. В рецензии для еженедельника The Village Voice критик Роберт Кристгау заявил, что Джеймс Хэтфилд наконец-то перестал растягивать свои «страдания на пять актов» (пошутив, что раньше чувствовал как его жизнь становится короче с каждой песней), а позднее в обзоре для «Consumer Guide» (2000) оценил альбом как «неудачный» и назвал «плохой записью, детали которой редко заслуживают дальнейшего анализа».

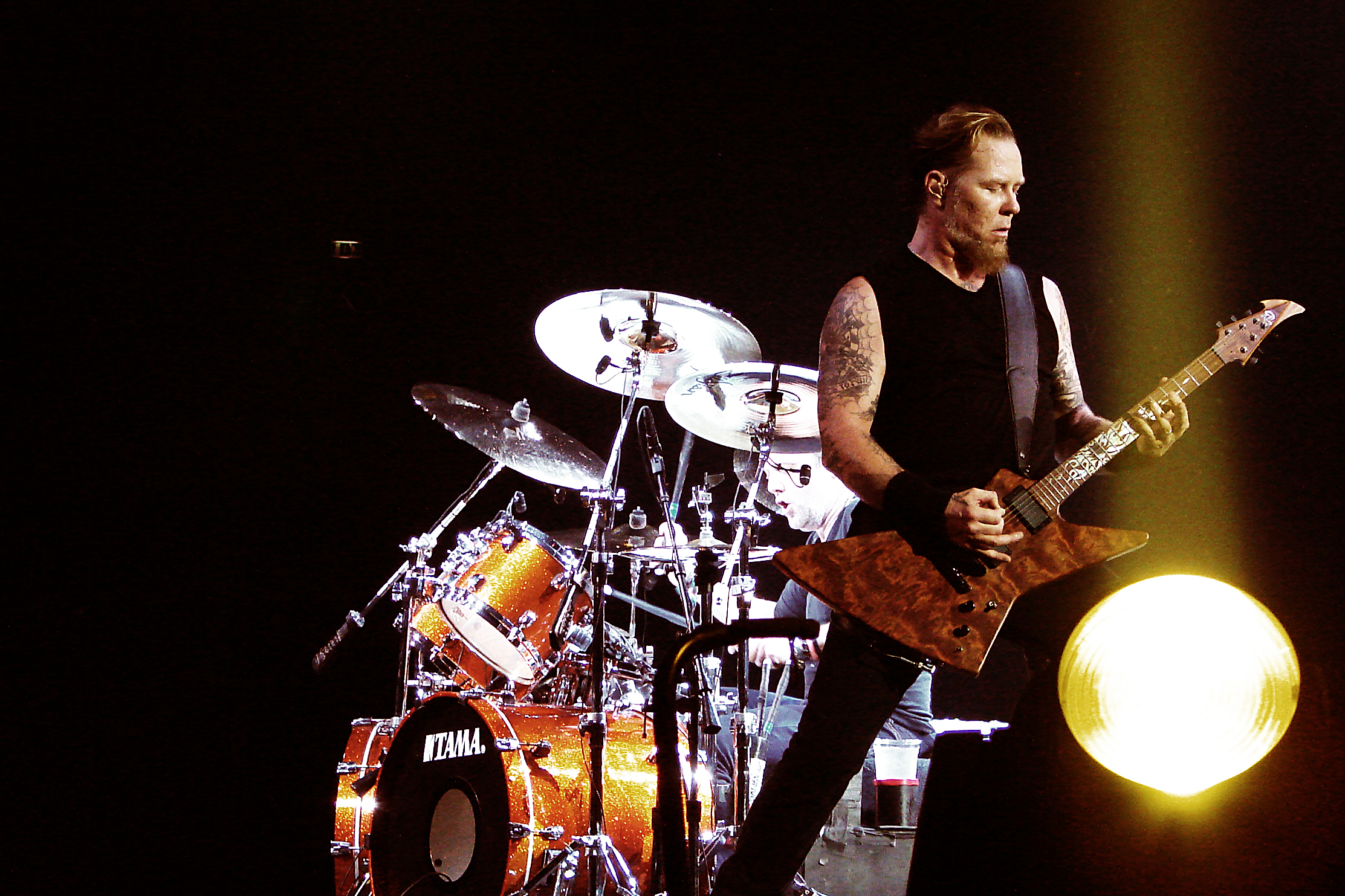
Metallica исполняет песню «Of Wolf and Man» на стадионе 02 Arena, Лондон (2008)

Редакция американского журнала Revolver назвала The Black Album «самым прорывным альбомом в истории метала», журналист Дэн Эпстейн — «гигантским обсидиановым монолитом, возвышающимся над современным хард-рок/метал-ландшафтом», а публицист Филипп Уайлдинг — «творческой вершиной коллектива». По словам писателя Криса Ингэма: «„Пластинка со змеёй“ изменила для группы всё. Из хорошо продающихся перспективных молодых звёзд Metallica превратилась в гигантского монстра с невероятными коммерческими возможностями. Пять синглов из альбома, наверное, привлекли новую публику, но это, конечно, были не такие уж попсовые хиты, если сравнивать с уровнем Def Leppard или Bon Jovi. Нет уж, альбом продался тиражом в 10 000 000 экземпляров потому, что он силён именно как альбом». Продюсер трёх предыдущих дисков Metallica Флемминг Расмуссен оценил эту запись как «хороший альбом», подчеркнув: «Что в нём ново, так это то, что Джеймс действительно начал петь, а музыка основана не на двадцати пяти риффах, уложенных в семь минут, а всего на одном». По словам писателя Джоэла Макайвера: «Пластинка безусловно была отмечена явной тяжестью („Sad but True“, „Through the Never“), склонностью к безупречным, невесомым балладам („The Unforgiven“, „Nothing Ele Matters“) и обращению к самоанализу („Of Wolf & Man“). Оставаясь узнаваемой, уникальная группа Metallica открывала для себя огромные новые просторы». Менеджер группы, Клифф Бернштейн, отмечал, что «наверное, не существует другой металлической пластинки с таким количеством классических песен». Его мнение разделял основатель журнала RIP Magazine Лонн Френд: «Если посмотреть на альбом свежим взглядом, то можно увидеть, насколько он потрясающий. Продюсер прекрасно знал своё дело, знал, какой звук любят радиостанции. Союз Боба Рока и Metallica был заключён на небесах». В свою очередь, известный метал-продюсер Энди Снип заявил: 
Мне „Чёрный альбом“ очень понравился. Я думаю, после „…And Justice for All“ группе нужно было немного повзрослеть. Мне кажется, что им крупно повезло с Бобом Роком. Вокал — совершенно справедливо — стоит во главе угла. До сих пор, когда в ночном клубе ставят „Sad but True“, она звучит потрясающе. Ударные у них просто адские!

### Наследие
«Это действительно качественный альбом. Для меня важно то, что на композициях Джеймс как никто другой сделал огромный шаг вперёд, потому что пытался выразить себя. Думаю, это очень личный альбом [...]. В нём есть сплочённость группы, играющей вместе. В каком-то смысле там всё точно выстроено и объединено ощущением настоящего коллектива. Я всегда пытался подчеркнуть индивидуальность каждого в группе, чтобы это был альбом, который понравится людям». [...] «Вдруг оказалось, что у нас получилось нечто волшебное, против песен не пойдёшь...».
Альбом занял 8-е место в ежегодном опросе критиков «Pazz & Jop» газеты The Village Voice за 1991 год. В свою очередь, редакция журнала Melody Maker присудила пластинке 16-е место в списке лучших альбомов 1991 года. В 1992 году альбом Metallica получил премию «Грэмми» в категории «Лучшее метал-исполнение». В 2003 году журнал Rolling Stone поставил диск на 255-е место в своём списке «500 величайших альбомов всех времён» и на 25-е в «100 величайших метал-альбомов всех времён» (в 2017-м году). В 1999 году редакция журнала Spin присудила пластинке 52-е место в рейтинге «90 величайших альбомов 1990-х», отметив: «в блестящих композициях этой пластинки меланхолическое гитарное изобилие, свойственное группе, упростилось до мелодичных радиоформатных хитов и баллад». Также лонгплей был включён в августовский список журнала Q «Лучшие метал-альбомы всех времён» 2000 года; редакция издания подчеркнула, что альбом «превратил группу из культовых героев метала в глобальных суперзвёзд, добавив немного утончённости к их несомненной мощи». В 1999 году, через восемь лет после выхода, альбом получил награду Billboard Music Award в номинации «Альбом года». В 2006 году редакция влиятельного издания Metal Hammer включила диск в символический список «200 лучших альбомов в истории». В 2011 году читатели журнала Rolling Stone присудили пластинке 7-е место в голосовании «10 лучших альбомов 1990-х»; диск стал единственной записью Metallica, фигурировавшей в этом списке. В 1991 году композиция «Enter Sandman» была выдвинута на соискание премии «Грэмми» в категории «Лучшая рок-песня», однако проиграла композиции «The Soul Cages» британского певца Стинга. Тем не менее музыкальный клип на эту песню был объявлен «Лучшим метал/хард-рок-видео» на церемонии MTV 1992 года.

## Турне

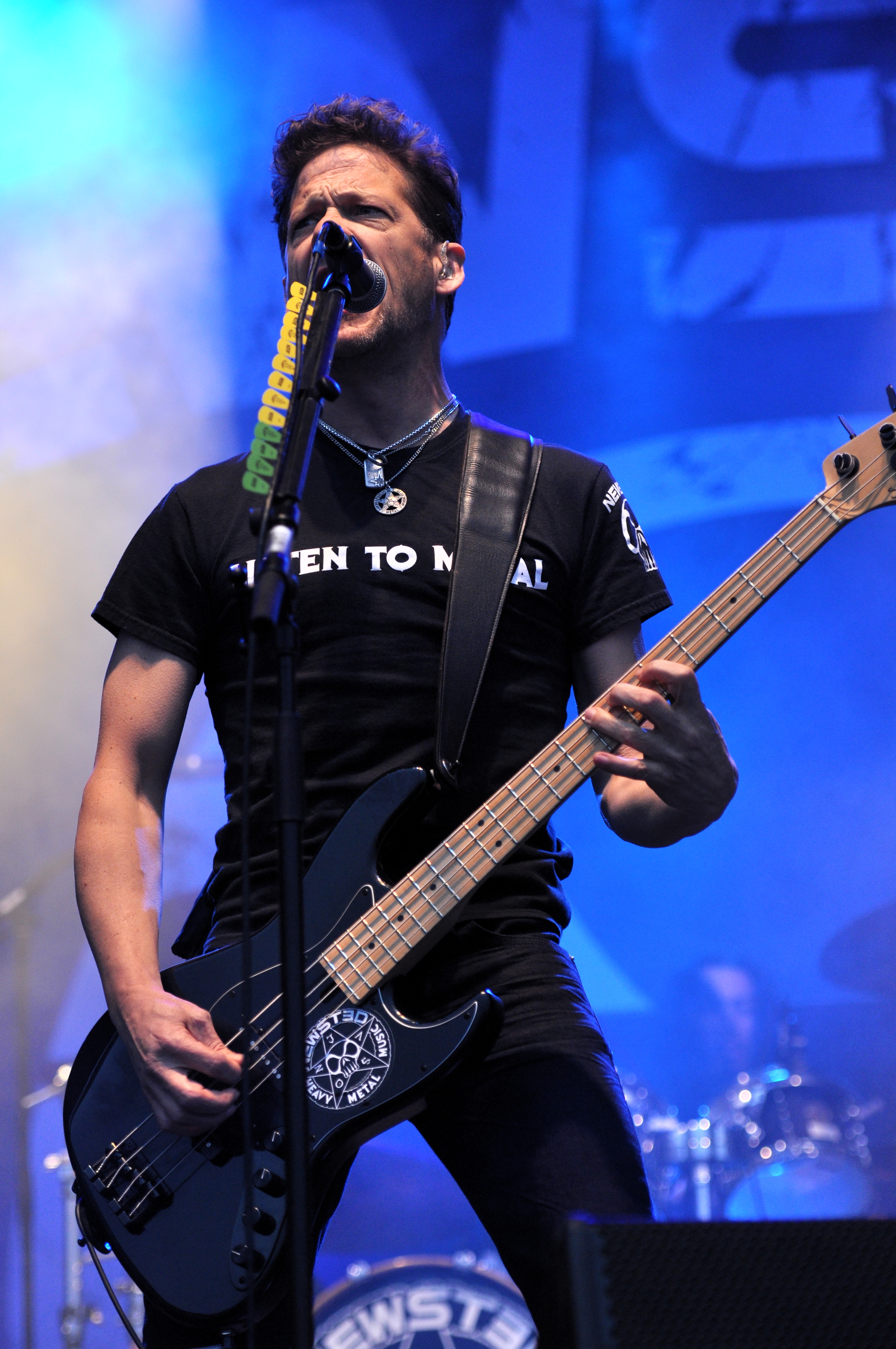
Группа гастролировала на протяжении 2,5 лет, отыграв более 300 концертов. На фото басист Джейсон Ньюстед

В 1991 году Metallica в четвёртый раз выступала в рамках международного рок-фестиваля «Monsters of Rock». Концерт состоялся 28 сентября 1991 года на Тушинском аэродроме в Москве; его описывали как «первый бесплатный открытый западный рок-концерт в советской истории». По различным оценкам, в нём приняли участие от 150 000 до 500 000 человек. По некоторым неофициальным оценкам, посещаемость достигла 1 600 000 человек. Первый тур, организованный для поддержки альбома, Wherever We May Roam Tour (стартовал 5 июля в Петалу́ме), включал выступление на «Концерте памяти Фредди Меркьюри», на котором Metallica отыграла небольшой сет из песен «Enter Sandman», «Sad but True» и «Nothing Else Matters», а также композицию «Stone Cold Crazy», которую Хэтфилд исполнил вместе с оставшимися музыкантами Queen — Джоном Диконом, Брайаном Мэйем и Роджером Тейлором, а также Тони Айомми из группы Black Sabbath. На одном из первых концертов тура произошло обрушение сцены. Концерты, записанные 13 и 14 января 1992 года в Сан-Диего, впоследствии были выпущены как часть бокс-сета Live Shit: Binge & Purge. В свою очередь, само турне и процесс работы над альбомом были задокументированы в фильме «A Year and a Half in the Life of Metallica». Первая часть гастролей завершилась 5 июля 1992 года, после чего группа взяла небольшой перерыв.
17 июля музыканты отправились в совместный тур с группой Guns N' Roses, названный Guns N’ Roses/Metallica Stadium Tour. Гастроли продлились четыре месяца; обе группы выступали в качестве хедлайнеров шоу, которые открывали Faith No More. 8 августа 1992 года произошёл трагический инцидент — во время концерта в Монреале Хэтфилд получил ожоги второй и третьей степени на руках, ногах и лице. Исполняя композицию «Fade to Black», он случайно попал под 12-футовое (3,7 м) пламя, выпущенное одним из пиротехнических устройств, установленных на сцене. По словам Ньюстеда, кожа Хэтфилда «пузырилась, как на Токсичном мстителе». Концерт был остановлен, после чего выступление должны были продолжить Guns N' Roses, так как публика начала выражать активное недовольство вынужденной паузой. Однако Эксл Роуз отказался выходить на сцену, заявив промоутеру, что у него болят голосовые связки. Разъярённая публика начала крушить всё вокруг, нанеся стадиону ущерб на несколько тысяч долларов. Тур возобновился 25 августа в Финиксе, и хотя Хетфилд мог петь, он не притрагивался к гитаре до конца совместных гастролей. Выздоравливающего музыканта заменил гитарный техник Джон Маршалл, который ранее играл на ритм-гитаре в группе Metal Church: именно ему поручили исполнять все гитарные партии Хэтфилда оставшуюся часть турне. Первоначально на роль ритм-гитариста (до конца турне) рассматривался бразильский музыкант Андреас Киссер из группы Sepultura, однако музыканты вновь остановили свой выбор на Маршалле (как и в 1986-м году, когда Хэтфилд сломал запястье, катаясь на скейтборде).

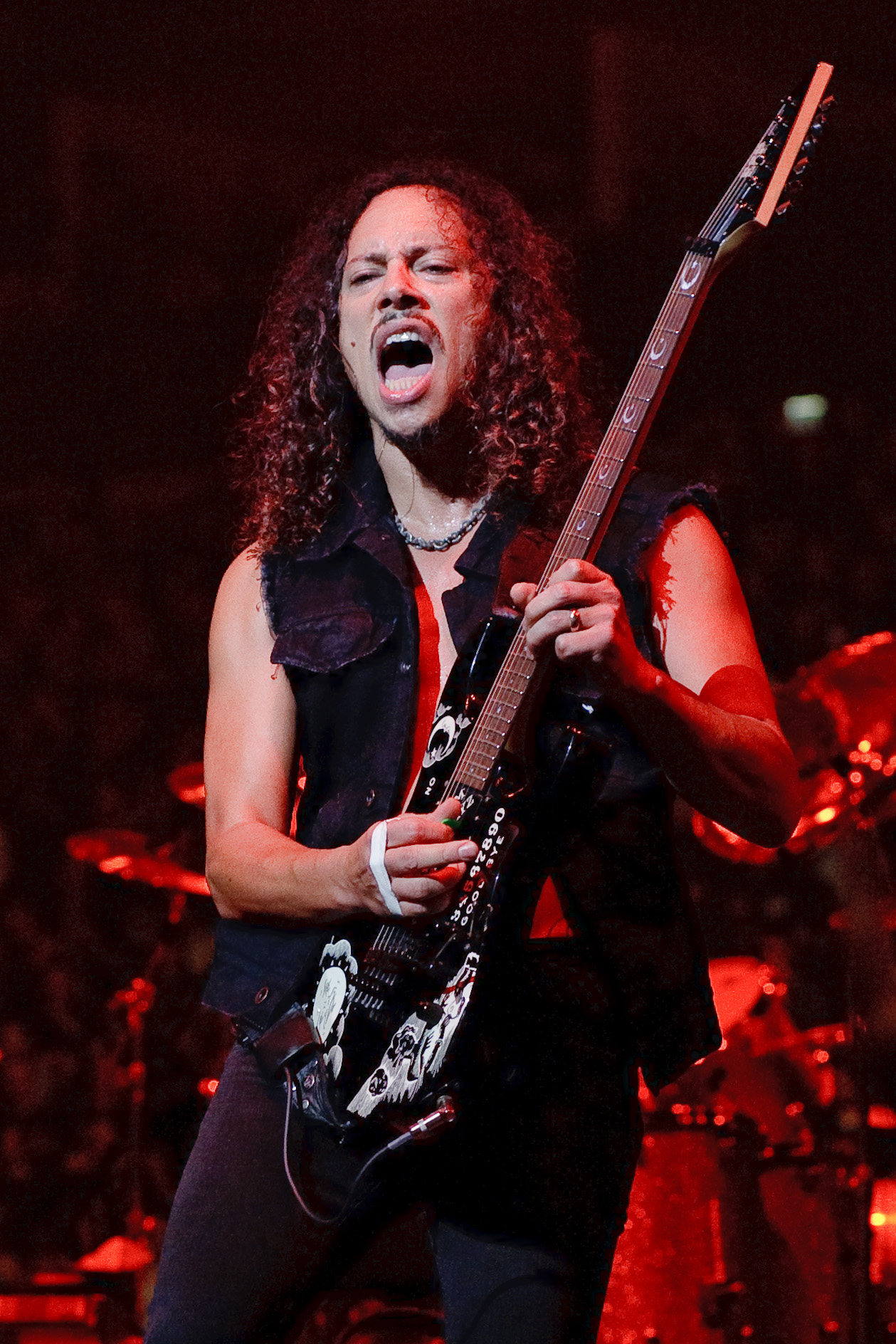
Кирк Хэмметт называл Black Album «нашим „Dark Side of the Moon“», намекая на культовую пластинку группы Pink Floyd

В феврале и марте 1993 года на видео были записаны концерты в Мехико во время следующей части турне The Wherever We May Roam Tour, впоследствии они также были выпущены на первом бокс-сете Metallica Live Shit: Binge & Purge (ноябрь 1993 года). Бокс-сет содержал три концертных CD, три видео в формате VHS и книгу, наполненную райдерами и гастрольной корреспонденцией, отправленной и полученной группой и их менеджерами, а также рукописные заметки музыкантов. Переиздание сборника, выпущенное в ноябре 2002 года, включало в себя два DVD — первый с концертом в Сан-Диего, записанным во время The Wherever We May Roam Tour, а второй с шоу в Сиэтле из турне Damaged Justice Tour. Бокс-сет был упакован в картонную коробку, стилизованную под короб для гастрольного оборудования. Издание включало воссозданную копию пропуска в «Snakepit», а также картонный трафарет с логотипом «Scary Guy». Третья часть гастролей, названная Nowhere Else to Roam (рус. «Негде больше бродить»), началась 22 января 1993 года и продлилась до 4 июля. На шоу в Мехико группа впервые встретилась со своим будущим басистом Робертом Трухильо, который в то время выступал в составе Suicidal Tendencies. 5 июня состоялся «легендарный концерт» в Milton Keynes Bowl, где на разогреве у Metallica выступила группа Megadeth. Во время шоу её лидер, Дэйв Мастейн, заявил со сцены: «Десятилетняя грызня между Metallica и Megadeth окончена!».
Финальный тур в поддержку альбома, Shit Hits the Sheds Tour, стартовавший 28 мая 1994 года, включал выступление на фестивале Woodstock '94 (13 августа). Группа выходила на сцену между Nine Inch Nails и Aerosmith — перед аудиторией более 350 000 человек. Некоторые песни, такие как «Enter Sandman», «Nothing Else Matters» и «Sad but True», стали постоянными элементами концертных сет-листов Metallica во время этих и последующих гастролей. Другие песни, такие как «Holier Than Thou», «The God That Failed», «Through the Never» и «The Unforgiven», не включались в концертные выступления после 1995 года и не исполнялись группой на сцене вплоть до 2000-х годов (после завершения альбома St.Anger), когда к Metallica присоединился Трухильо и группа начала исполнять более обширный песенный материал. Турне закончилось 21 августа 1994 года; за два с половиной года в поддержку Metallica было отыграно более 300 концертов.
После окончания гастролей Metallica подала иск против Elektra Records — музыканты пытались разорвать контракт с лейблом и получить в собственность права на мастер-записи. Группа основывала свою претензию на разделе Трудового кодекса Калифорнии, который освобождает работников от исполнения договора о личных услугах по истечении семи лет. На момент подачи иска в суд Metallica продала более 40 миллионов альбомов по всему миру. Группа сотрудничала с лейблом более десяти лет, но всё ещё работала на условиях первоначального контракта 1984 года, который предусматривал относительно низкую ставку роялти в размере 14 %. По словам музыкантов, они были вынуждены принять меры, так как находились в замешательстве из-за отказа Роберта Моргадо (одного из председателей Warner Music Group) заключить новый контракт, а также ситуации с Бобом Красновым (руководителем Elektra Records, состоявшим в хороших отношениях с участниками группы), который вскоре покинул свой пост. Лейбл ответил встречным иском, но в декабре 1994 года председатель Warner Music Group в США, Даг Моррис, предложил Metallica новую выгодную сделку в обмен на отказ от иска, которая, как сообщалось, была ещё более щедрой, чем предполагаемый контракт с Красновым. В январе 1995 года стороны заключили соглашение о неразглашении во внесудебном порядке. Во время турне 2012 European Black Album Tour группа исполняла альбом на концертах полностью.

## Полемика
«Помню, я был с Metallica в Париже, как раз выходил „Чёрный альбом“ и Хэтфилд как-то сказал: „Можно сколько угодно играть спид-метал, но в конце концов кто-то сыграет его быстрее“. Смысл не в том, чтобы играть быстрее всех во вселенной, а в том, чтобы сделать самую жёсткую и долговечную музыку, какую только сможешь сделать».
Выход альбома вызвал широкую полемику как среди преданных фанатов группы, так и в среде различных музыкальных экспертов. Metallica начали обвинять в продажности. По словам писателя Джоэла Макайвера, «поклонники группы считают, что диск либо великолепен, либо ужасен». Сам альбом рассматривается как поворотный момент в музыкальном направлении группы — «[он] открыл миллионам непосвящённых, что такое хэви-метал», так как музыканты «сильно упростили свой саунд», в отличие от предыдущих записей, где они «впихивали в одну песню кучу риффов до отказа, разгоняя трек до 8, 9, 10 минут». Боб Рок признавал, что звучание пластинки контрастировало с предыдущим материалом группы. По его словам, это изменение было связано с желанием музыкантов «совершить прыжок в высшую лигу». Вместе с тем многие фанаты коллектива и музыкальные обозреватели остались недовольны записью и обвиняли в этом самого Рока (который впервые сотрудничал с Metallica на этом диске); так, известный журналист Мартин Попофф заявил, что в альбоме «не видно, чтобы продюсер очень старался»; однако многие его коллеги с ним не согласились, признавая именно заслугу Рока в популярности лонгплея и особо отмечая долгожданное выдвижение бас-гитары Ньюстеда на передний план. Тем не менее гитарист Фил Фаскиана из Malevolent Creation сетовал: «У них и так были толпы преданных фанатов, но после выхода „Metallica“ они просто ударились в мейнстрим и стали угождать всем подряд. Лично я после этого альбома их слушать перестал». Крис Джерико заявил, что возненавидел Metallica после этого релиза: «Этот альбом — продажное гнусное предательство. Это дерьмо, а не Metallica. Это богохульство!». Фанаты группы разбивали пластинки с Black Album с криками «Это не „Master of Puppets“!»; участники метал-сцены вспоминают, что «любовь поклонников была столь сильна, что их ненависть оказалась такой же сильной». По словам гитариста Джерри Кантрелла, он слышал, как Metallica называли «продажной группой»: «Помню, как разговаривали мы с Ларсом и он сказал: „Да, мы продажные“. Ведь каждый день билеты на их шоу были распроданы».
Тем не менее ряд поклонников счёл изменение звука недостаточно значительным, чтобы считать Metallica «продавшимися», а другие восприняли это изменение как часть естественной эволюции музыкального стиля группы. Так, Боривой Кргин отмечал: «Альбом идеально соответствовал духу времени и Metallica ещё раз опередила всех, решив облегчить массам восприятие их музыки». Ульрих так объяснял ситуацию: «„Чёрный альбом“ стал несколько более доступным, но в то же время аудитория мейнстримовского рока стала смещаться в направлении к нам. В результате все воскликнули „О-го-го!“. [...] Я горжусь тем, что у нас всегда хватало смелости двигаться туда, куда нам хотелось. Мы никогда ни с кем не заигрывали, ни у кого не шли на поводу и никогда этого не скрывали. [...] Мы не собираемся ради кого-то идти наперекор логике событий»; «Многие скажут, будто мы продались, но я слушаю этот бред ещё со времён „Ride the Lightning“». Ему вторил Хэмметт: «Мы хотели создать иной альбом и предложить нашим слушателям что-то новое. Многие группы выпускают одинаковые диски по три-четыре раза подряд, мы не хотели увязнуть в этом болоте». В свою очередь Хэтфилд подытожил: «Не считаю, что нам вообще нужно за что-то оправдываться. Это наше дерьмо, и мы делаем его по-своему. Мы не утратили своей целостности». Музыкантов поддерживали их коллеги по сцене — Томас Габриэль Фишер из Celtic Frost, Тони Скальоне из Whiplash, Билли Даффи из The Cult, а также Чарли Бенанте из Anthrax, по достоинству оценившие новое звучание Metallica. Свой отпечаток наложило и время выхода пластинки — лето 1991 года, период подъёма мейнстримовой музыки, на фоне которой трэш-метал уже считался «хиреющим движением». В конце того же года был выпущен альбом Nevermind группы Nirvana, благодаря которому жанр «гранж» перестал быть локальным явлением Сиэтла и сместил на себя акценты музыкальной популярности, с конца 1980-х прочно удерживаемые «металом». Многим металлическим коллективам, особенно глэм-металу, пришлось подстраиваться под новое звучание, чтобы сохранить своё присутствие на музыкальной сцене. Бобби Эллсворт из трэш-метал-группы Overkill вспоминал: «В 1991-м нам [метал-движению] пришёл конец и мы это знали. Кто-то сказал, что метал умер. […] Гранж подавил многие местные группы. Но мы рассматривали это как новую возможность». По мнению музыканта, перемены были неизбежны. Между тем, Metallica смогла конкурировать с представителями гранж-сцены, вернувшись к простой тяжести традиционного метала с удобоваримыми песнями, пережить гранжевый бум и остаться на плаву, поднявшись на голову выше практически всех своих коллег по сцене. По мнению Макайвера, — «„Чёрный альбом“ просто показал металхэдам, как можно пережить эту чуму».
«Возможно, истина заключается вот в чём: сохраняя свою бескомпромиссность в некоторых моментах, Metallica стала скорее добротным тяжёлым роком, чем металом. Звук был чист, отработан и продуман: радио и телевидение были в восторге от альбома, фанаты его боготворили, своим звучанием он понравился даже неметаллистам».
Дифференцированная позиция как поклонников, так и музыкальных критиков демонстрирует сложность объективной оценки группы с позиции «продажности». В следующих двух альбомах Metallica ещё более кардинально изменила звучание, а также имидж — музыканты облачились в новые костюмы и коротко подстриглись, что ещё сильнее разделило фанатов коллектива в оценке музыкального направления группы: «поклонники быстрого, брутального метала презирали эти пластинки, считали их скучными и слабыми. И наоборот, целый ряд поклонников их просто обожал [как правило, это были новые фанаты, начавшие слушать группу после „Чёрного альбома“]». Впоследствии Metallica фигурировала ещё в одном скандальном инциденте — музыкантов группы назвали «наглядным примером музыкальной безнравственности» после того, как они попытались подать в суд на фанатов, которые загружали их музыку через Napster.
По прошествии лет участники Metallica, а также продюсер Боб Рок не поменяли свои взгляды на то, что разворот в сторону более мейнстримового звучания был необходимым шагом для музыкальной эволюции группы. По мнению ряда музыкальных экспертов, несмотря на то, что многие старые фанаты коллектива сочли новое звучание Metallica предательством, музыканты смогли получить «целое поколение новых» поклонников. Так, Джон Хоттен из журнала Classic Rock отмечал: «Metallica нашли верное решение, и оно окупилось сполна. Они стали пресловутой рок-машиной, без конца гастролируя и неминуемо набирая обороты. Когда через пару лет они решили сделать передышку, то вершина — творческая, коммерческая и финансовая — была уже достигнута. „Чёрный альбом“ навеки изменил жизнь группы. Теперь они могли делать всё, что заблагорассудится. И делали. Они подстриглись, подкрасили глаза, выступили с симфоническим оркестром, выпустили альбом ремиксов... Они стали свободными».

## Список композиций
Все тексты написаны Джеймсом Хэтфилдом.
| №                   | Название               | Автор(ы)                                  | Длительность |
| ------------------- | ---------------------- | ----------------------------------------- | ------------ |
| 1.                  | «Enter Sandman»        | Джеймс Хэтфилд, Ларс Ульрих, Кирк Хэмметт | 5:30         |
| 2.                  | «Sad but True»         | Хэтфилд, Ульрих                           | 5:23         |
| 3.                  | «Holier Than Thou»     | Хэтфилд, Ульрих                           | 3:47         |
| 4.                  | «The Unforgiven»       | Хэтфилд, Ульрих, Хэмметт                  | 6:26         |
| 5.                  | «Wherever I May Roam»  | Хэтфилд, Ульрих                           | 6:43         |
| 6.                  | «Don't Tread on Me»    | Хэтфилд, Ульрих                           | 4:00         |
| 7.                  | «Through the Never»    | Хэтфилд, Ульрих, Хэмметт                  | 4:03         |
| 8.                  | «Nothing Else Matters» | Хэтфилд, Ульрих                           | 6:27         |
| 9.                  | «Of Wolf & Man»        | Хэтфилд, Ульрих, Хэмметт                  | 4:16         |
| 10.                 | «The God That Failed»  | Хэтфилд, Ульрих                           | 5:07         |
| 11.                 | «My Friend of Misery»  | Хэтфилд, Ульрих, Джейсон Ньюстед          | 6:48         |
| 12.                 | «The Struggle Within»  | Хэтфилд, Ульрих                           | 3:55         |
| Общая длительность: | Общая длительность:    | Общая длительность:                       | 62:40        |

| №   | Название                                             | Автор(ы)                | Длительность |
| --- | ---------------------------------------------------- | ----------------------- | ------------ |
| 13. | «So What?» (кавер-версия группы Anti-Nowhere League) | Крис Эксолл, Ник Кармер |              |

## Переиздание
10 сентября 2021 года состоялся выпуск переиздания «Чёрного альбома» в нескольких аудиоформатах. Помимо стандартных версий на двойном виниле (180-граммовая грампластинка), трёх компакт-дисках и аудиокассете, которые содержат оригинальную версию пластинки, прошедшую процедуру ремастеринга, также был выпущен подарочный пронумерованный бокс-сет (англ. Deluxe Box Set). Эта версия будет включать в себя ремастированные версии альбома на двойном 180-граммовом виниле и CD, сингл «Sad But True» с вшитым изображением, три концертные грампластинки, 14 компакт-дисков, 6 DVD с ранее не публиковавшимся контентом (концерты, черновые миксы, демоверсии и т. д.), сертификат на загрузку MP3-версий бокс-сета, четыре ламинированных постера с тематикой турне в поддержку альбома, ремешок с эмблемой группы, три литографии, три медиатора, тексты песен, стилизованные под страницы из записной книжки, а также 120-страничную книгу в твёрдом переплёте с не публиковавшимися ранее фотографиями и рассказами участников событий. Оригинальный альбом был ремастирован Бобом Людвигом в студии Gateway Mastering, остальной аудиоматериал — Рубеном Коэном в студии Lurssen Mastering. Процедуру ремастеринга контента курировал исполнительный продюсер Грег Фидельман. Дополнительный материал переиздания содержит концертные записи на виниле — Live At Wembley Stadium (Лондон, 20 апреля 1992) и Live At Tushino Airfield (Москва, 28 сентября 1991); т. н. Picture disc с синглом «Sad But True» на первой стороне и концертной версией песни «Creeping Death» — на второй; различные интервью с группой того периода (на двух отдельных компакт-дисках); демоверсии и черновые варианты песен, а также записи репетиций песен, их радиоверсии и альтернативные миксы; коллекцию риффов и раритетного материала, записанного во время студийных сессий; аудиозапись концерта под названием Some Shit From Day On The Green (Окленд, 12 октября 1991), записи выступлений в ARCO Arena (Сакраменто, 11 января 1992) и Maimarktgelände (Мангейм, 22 мая 1993); а также ряд раритетных DVD-дисков: A Year And A Half In The Life Of Metallica Outtakes, содержащий видео о создании некоторых песен, а также репетиции и выступление группы на «Концерте памяти Фредди Меркьюри»; DVD с записью ранее не публиковавшегося концерта Live At Gentofte Stadion, Copenhagen, Denmark (10 августа 1991); DVD с впервые опубликованной записью концерта Live At Frankenhalle, Nuremberg, Germany (29 ноября 1992); DVD c ранее не публиковавшегося шоу Live At Festivalpark, Werchter, Belgium (4 июля 1994); помимо этого подарочное издание будет содержать DVD-диски Music Videos + Halfins’S Home Movies (со всеми клипами, изданными в поддержку альбома, и гастрольными видеосъёмками фотографа группы Росса Хэлфина) и Wherever We May Roam.
Отдельным диском был издан сборник под названием The Metallica Blacklist, представляющий собой компиляцию из 53-х кавер-версий. В проекте приняли участие такие разножанровые артисты, как Мак Демарко, Кори Тейлор из Slipknot, Джей Бальвин, вокалист Depeche Mode Дейв Гаан, сэр Элтон Джон, Игорь Левит, монгольская группа The Hu, Фиби Бриджерс, Майли Сайрус и многие другие. Полная версия сборника стала доступна на стриминговых сервисах и на виниле в день выхода переиздания — 10 сентября, релиз на компакт-дисках состоится 1 октября. По словам представителей Metallica, все вырученные средства от продажи компиляции будут пожертвованы на благотворительность.

Переиздание альбома в формате Deluxe Edition: 6 грампластинок, 14 CD, 6 DVD, а также книга и медиаторы

### Содержание подарочного издания
Первый, второй и третий диски — оригинальный альбом на CD и двух LP (ремастеринговая версия), также содержат код для цифровой загрузки лонгплея в этих версиях.
| №  | Название                                    | Длительность |
| -- | ------------------------------------------- | ------------ |
| 1. | «Sad But True»                              |              |
| 2. | «Nothing Else Matters (Elevator Version)»   |              |
| 3. | «Creeping Death (Live)» (Концертная версия) |              |
| 4. | «Sad But True (Demo)»                       | Демоверсия   |

| №  | Название                                   | Длительность |
| -- | ------------------------------------------ | ------------ |
| 1. | «Enter Sandman» (Концертная версия)        |              |
| 2. | «Sad But True» (Концертная версия)         |              |
| 3. | «Nothing Else Matters» (Концертная версия) |              |

| №   | Название                                      | Длительность |
| --- | --------------------------------------------- | ------------ |
| 1.  | «The Ecstasy of Gold» (Концертная версия)     |              |
| 2.  | «Enter Sandman» (Концертная версия)           |              |
| 3.  | «Creeping Death» (Концертная версия)          |              |
| 4.  | «Harvester of Sorrow» (Концертная версия)     |              |
| 5.  | «Fade to Black» (Концертная версия)           |              |
| 6.  | «Sad But True» (Концертная версия)            |              |
| 7.  | «Master of Puppets» (Концертная версия)       |              |
| 8.  | «Seek & Destroy» (Концертная версия)          |              |
| 9.  | «For Whom the Bell Tolls» (Концертная версия) |              |
| 10. | «One» (Концертная версия)                     |              |
| 11. | «Whiplash» (Концертная версия)                |              |
| 12. | «Encore Jam» (Концертная версия)              |              |
| 13. | «Last Caress» (Концертная версия)             |              |
| 14. | «Am I Evil?» (Концертная версия)              |              |
| 15. | «Battery» (Концертная версия)                 |              |

| №  | Название                                                                      | Длительность |
| -- | ----------------------------------------------------------------------------- | ------------ |
| 1. | «Kirk / David Fricke Interview» (Интервью Кирка Хэмметта с Дэвидом Фрике)     |              |
| 2. | «Jason / David Fricke Interview» (Интервью Джейсона Ньюстеда с Дэвидом Фрике) |              |
| 3. | «Lars / David Fricke Interview» (Интервью Ларса Ульриха с Дэвидом Фрике)      |              |
| 4. | «James / David Fricke Interview» (Интервью Джеймса Хэтфилда с Дэвидом Фрике)  |              |

| №  | Название                                                                             | Длительность |
| -- | ------------------------------------------------------------------------------------ | ------------ |
| 1. | «Lars / Steffan Chirazi Interview» (Интервью Ларса Ульриха со Стеффаном Чирази)      |              |
| 2. | «Jason / Steffan Chirazi Interview» (Интервью Джейсона Ньюстеда со Стеффаном Чирази) |              |
| 3. | «Kirk / Steffan Chirazi Interview» (Интервью Кирка Хэмметта со Стеффаном Чирази)     |              |
| 4. | «James / Steffan Chirazi Interview» (Интервью Джеймса Хэтфилда со Стеффаном Чирази)  |              |

| №   | Название                                                                                                 | Длительность |
| --- | --- | ------------ |
| 1.  | «The Unforgiven (From James' Riff Tapes)» (Риффы из коллекции Джеймса Хэтфилда)                          |              |
| 2.  | «Nothing Else Matters (From James' Riff Tapes)» (Риффы из коллекции Джеймса Хэтфилда)                    |              |
| 3.  | «Sad But True (From James' Riff Tapes)» (Риффы из коллекции Джеймса Хэтфилда)                            |              |
| 4.  | «Holier Than Thou (From James' Riff Tapes)» (Риффы из коллекции Джеймса Хэтфилда)                        |              |
| 5.  | «Don't Tread on Me (From James' Riff Tapes)» (Риффы из коллекции Джеймса Хэтфилда)                       |              |
| 6.  | «The Unforgiven (From James' Riff Tapes II)» (Риффы из коллекции Джеймса Хэтфилда)                       |              |
| 7.  | «The Struggle Within (From James' Riff Tapes)» (Риффы из коллекции Джеймса Хэтфилда)                     |              |
| 8.  | «The Unforgiven (From James' Riff Tapes III)» (Риффы из коллекции Джеймса Хэтфилда)                      |              |
| 9.  | «The God That Failed (From James' Riff Tapes)» (Риффы из коллекции Джеймса Хэтфилда)                     |              |
| 10. | «Wherever I May Roam (From James' Riff Tapes)» (Риффы из коллекции Джеймса Хэтфилда)                     |              |
| 11. | «Enter Sandman (From Kirk's Riff Tapes)» (Риффы из коллекции Кирка Хэмметта)                             |              |
| 12. | «Through the Never (From Kirk's Riff Tapes)» (Риффы из коллекции Кирка Хэмметта)                         |              |
| 13. | «Of Wolf and Man (From Kirk's Riff Tapes)» (Риффы из коллекции Кирка Хэмметта)                           |              |
| 14. | «Enter Sandman (From Kirk's Riff Tapes II)» (Риффы из коллекции Кирка Хэмметта)                          |              |
| 15. | «My Friend of Misery (From Jason's Riff Tapes)» (Риффы из коллекции Джейсона Ньюстеда)                   |              |
| 16. | «Enter Sandman (July 6th, 1990, Writing in Progress)» (6 июля 1990, в процессе сочинения)                |              |
| 17. | «Sad But True (July 6th, 1990, Writing in Progress)» (6 июля 1990, в процессе сочинения)                 |              |
| 18. | «The God That Failed (July 6th, 1990, Writing in Progress)» (6 июля 1990, в процессе сочинения)          |              |
| 19. | «Don't Tread on Me (July 6th, 1990, Writing in Progress)» (6 июля 1990, в процессе сочинения)            |              |
| 20. | «The Struggle Within (July 6th, 1990, Writing in Progress)» (6 июля 1990, в процессе сочинения)          |              |
| 21. | «Holier Than Thou (July 6th, 1990, Writing in Progress)» (6 июля 1990, в процессе сочинения)             |              |
| 22. | «Sad But True (July 10th, 1990, Writing in Progress)» (10 июля 1990, в процессе сочинения)               |              |
| 23. | «Sad But True (July 12th, 1990 Demo)» (12 июля 1990, демоверсия)                                         |              |
| 24. | «Don't Tread on Me (July 12th, 1990 Demo)» (12 июля 1990, демоверсия)                                    |              |
| 25. | «Enter Sandman (July 12th, 1990 Demo)» (12 июля 1990, демоверсия)                                        |              |
| 26. | «Nothing Else Matters (July 12th, 1990 Demo)» (12 июля 1990, демоверсия)                                 |              |
| 27. | «Of Wolf and Man (July 12th, 1990, Writing in Progress)» (12 июля 1990, в процессе сочинения)            |              |
| 28. | «Through the Never (July 12th, 1990, Writing in Progress)» (12 июля 1990, в процессе сочинения)          |              |
| 29. | «The Struggle Within (July 24th, 1990, Writing in Progress)» (24 июля 1990, в процессе сочинения)        |              |
| 30. | «Wherever I May Roam (July 24th, 1990, Writing in Progress)» (24 июля 1990, в процессе сочинения)        |              |
| 31. | «Wherever I May Roam (July 30th, 1990, Writing in Progress)» (30 июля 1990, в процессе сочинения)        |              |
| 32. | «The Struggle Within (July 30th, 1990, Writing in Progress)» (30 июля 1990, в процессе сочинения)        |              |
| 33. | «Enter Sandman (August 13th, 1990 Demo)» (13 августа 1990, демоверсия)                                   |              |
| 34. | «Sad But True (August 13th, 1990 Demo)» (13 августа 1990, демоверсия)                                    |              |
| 35. | «Don't Tread on Me (August 13th, 1990 Demo)» (13 августа 1990, демоверсия)                               |              |
| 36. | «Nothing Else Matters (August 13th, 1990 Demo)» (13 августа 1990, демоверсия)                            |              |
| 37. | «Holier Than Thou (August 13th, 1990 Demo)» (13 августа 1990, демоверсия)                                |              |
| 38. | «Wherever I May Roam (August 13th, 1990 Demo)» (13 августа 1990, демоверсия)                             |              |
| 39. | «The Struggle Within (August 13th, 1990 Demo)» (13 августа 1990, демоверсия)                             |              |
| 40. | «The God That Failed (August 22nd, 1990, Writing in Progress)» (22 августа 1990, в процессе сочинения)   |              |
| 41. | «Of Wolf and Man (August 22nd, 1990, Writing in Progress)» (22 августа 1990, в процессе сочинения)       |              |
| 42. | «My Friend of Misery (August 29th, 1990, Writing in Progress)» (29 августа 1990, в процессе сочинения)   |              |
| 43. | «The Unforgiven (August 29th, 1990, Writing in Progress)» (29 августа 1990, в процессе сочинения)        |              |
| 44. | «Through the Never (August 31st, 1990 Demo)» (31 августа 1990, демоверсия)                               |              |
| 45. | «Of Wolf and Man (August 31st, 1990 Demo)» (31 августа 1990, демоверсия)                                 |              |
| 46. | «The God That Failed (August 31st, 1990 Demo)» (31 августа 1990, демоверсия)                             |              |
| 47. | «The Unforgiven (September 3rd, 1990, Writing in Progress)» (3 сентября 1990, в процессе сочинения)      |              |
| 48. | «My Friend of Misery (September 3rd, 1990, Writing in Progress)» (3 сентября 1990, в процессе сочинения) |              |

| №   | Название                                                                           | Длительность |
| --- | ---------------------------------------------------------------------------------- | ------------ |
| 1.  | «Enter Sandman (Pre-Production Rehearsal)» (Предпроизводственные репетиции)        |              |
| 2.  | «Sad But True (Pre-Production Rehearsal)» (Предпроизводственные репетиции)         |              |
| 3.  | «Holier Than Thou (Pre-Production Rehearsal)» (Предпроизводственные репетиции)     |              |
| 4.  | «Nothing Else Matters (Pre-Production Rehearsal)» (Предпроизводственные репетиции) |              |
| 5.  | «Wherever I May Roam (Pre-Production Rehearsal)» (Предпроизводственные репетиции)  |              |
| 6.  | «Don't Tread on Me (Pre-Production Rehearsal)» (Предпроизводственные репетиции)    |              |
| 7.  | «Through the Never (Pre-Production Rehearsal)» (Предпроизводственные репетиции)    |              |
| 8.  | «The Unforgiven (Pre-Production Rehearsal)» (Предпроизводственные репетиции)       |              |
| 9.  | «Of Wolf and Man (Pre-Production Rehearsal)» (Предпроизводственные репетиции)      |              |
| 10. | «The God That Failed (Pre-Production Rehearsal)» (Предпроизводственные репетиции)  |              |
| 11. | «My Friend of Misery (Pre-Production Rehearsal)» (Предпроизводственные репетиции)  |              |
| 12. | «The Struggle Within (Pre-Production Rehearsal)» (Предпроизводственные репетиции)  |              |
| 13. | «Enter Sandman (Radio Edit)» (Радиоверсия)                                         |              |
| 14. | «The Unforgiven (Radio Edit)» (Радиоверсия)                                        |              |
| 15. | «Nothing Else Matters (Radio Edit)» (Радиоверсия)                                  |              |
| 16. | «Wherever I May Roam (Radio Edit)» (Радиоверсия)                                   |              |

| №   | Название | Длительность |
| --- | --- | ------------ |
| 1.  | «So What (Early Take - October 12th, 1990)» (12 октября 1990, одна из первых аудиозаписей)                                       |              |
| 2.  | «Killing Time (Take 18 - October 12th, 1990)» (12 октября 1990, аудиозапись №18)                                                 |              |
| 3.  | «Through the Never (Take 53 - October 22nd, 1990)» (22 октября 1990, аудиозапись №53)                                            |              |
| 4.  | «Holier Than Thou (Take 9 - October 27th, 1990)» (27 октября 1990, аудиозапись №9)                                               |              |
| 5.  | «My Friend of Misery (Take 4 - October 27th, 1990)» (27 октября 1990, аудиозапись №4)                                            |              |
| 6.  | «The Struggle Within (Take 12 - November 10th, 1990)» (10 ноября 1990, аудиозапись №12)                                          |              |
| 7.  | «Of Wolf and Man (Take 2 - December 6th, 1990)» (6 декабря 1990, аудиозапись №2)                                                 |              |
| 8.  | «The God That Failed (Take 26 - December 6th, 1990)» (6 декабря 1990, аудиозапись №26)                                           |              |
| 9.  | «Don't Tread on Me (Take 6 - December 15th, 1990)» (15 декабря 1990, аудиозапись №6)                                             |              |
| 10. | «Enter Sandman (Take 15 - January 21st, 1991)» (21 января 1991, аудиозапись №15)                                                 |              |
| 11. | «Enter Sandman (Take 35 - January 21st, 1991)» (21 января 1991, аудиозапись №35)                                                 |              |
| 12. | «Late Night Skynyrd Jam (January 23rd, 1991)» (23 января 1991)                                                                   |              |
| 13. | «The Unforgiven (139 BPM Take - January 29th, 1991)» (29 января 1991, аудиозапись 139 BPM)                                       |              |
| 14. | «Nothing Else Matters (Take 19 - January 29th, 1991)» (29 января 1991, аудиозапись №19)                                          |              |
| 15. | «Sad But True (Take 36 - February 5th, 1991)» (5 февраля 1991, аудиозапись №36)                                                  |              |
| 16. | «Wherever I May Roam (Take 3 - February 5th, 1991)» (5 февраля 1991, аудиозапись №3)                                             |              |
| 17. | «Enter Sandman (May 13th, 1991 Rough Mix)» (13 мая 1991, черновой микс)                                                          |              |
| 18. | «The God That Failed (May 13th, 1991 Rough Mix)» (13 мая 1991, черновой микс)                                                    |              |
| 19. | «The Struggle Within (May 13th, 1991 Rough Mix)» (13 мая 1991, черновой микс)                                                    |              |
| 20. | «The Unforgiven (May 14th, 1991 Rough Mix)» (14 мая 1991, черновой микс)                                                         |              |
| 21. | «Wherever I May Roam (May 14th, 1991 Rough Mix)» (14 мая 1991, черновой микс)                                                    |              |
| 22. | «Don't Tread on Me (May 14th, 1991 Rough Mix)» (14 мая 1991, черновой микс)                                                      |              |
| 23. | «Through the Never (May 14th, 1991 Rough Mix)» (14 мая 1991, черновой микс)                                                      |              |
| 24. | «Sad But True (May 23rd, 1991 Rough Mix)» (23 мая 1991, черновой микс)                                                           |              |
| 25. | «Of Wolf and Man (June 2nd, 1991 Rough Mix)» (2 июня 1991, черновой микс)                                                        |              |
| 26. | «My Friend of Misery (June 2nd, 1991 Rough Mix)» (2 июня 1991, черновой микс)                                                    |              |
| 27. | «Holier Than Thou (June 2nd, 1991 Rough Mix)» (2 июня 1991, черновой микс)                                                       |              |
| 28. | «Nothing Else Matters (No Orchestra Mix - July 8th, 1991)» (8 июля 1991, микс без оркестровки)                                   |              |
| 29. | «Nothing Else Matters (Orchestra/Clean Guitar/Vocal Mix - July 8th, 1991)» (8 июля 1991, микс с оркестровкой, гитарой и вокалом) |              |
| 30. | «Nothing Else Matters (Elevator Version)»                                                                                        |              |

| №   | Название | Длительность |
| --- | --- | ------------ |
| 1.  | «Creeping Death (Live at Day on the Green, Oakland, CA — October 12th, 1991)» (Концертная версия)            |              |
| 2.  | «Harvester of Sorrow (Live at Day on the Green, Oakland, CA — October 12th, 1991)» (Концертная версия)       |              |
| 3.  | «Welcome Home (Sanitarium) (Live at Day on the Green, Oakland, CA — October 12th, 1991)» (Концертная версия) |              |
| 4.  | «Sad But True (Live at Day on the Green, Oakland, CA — October 12th, 1991)» (Концертная версия)              |              |
| 5.  | «Wherever I May Roam (Live at Day on the Green, Oakland, CA — October 12th, 1991)» (Концертная версия)       |              |
| 6.  | «Bass Solo (Live at Day on the Green, Oakland, CA — October 12th, 1991)» (Концертная версия)                 |              |
| 7.  | «Through the Never (Live at Day on the Green, Oakland, CA — October 12th, 1991)» (Концертная версия)         |              |
| 8.  | «The Unforgiven (Live at Day on the Green, Oakland, CA — October 12th, 1991)» (Концертная версия)            |              |
| 9.  | «Master of Puppets (Live at Day on the Green, Oakland, CA — October 12th, 1991)» (Концертная версия)         |              |
| 10. | «Seek & Destroy (Live at Day on the Green, Oakland, CA — October 12th, 1991)» (Концертная версия)            |              |
| 11. | «For Whom the Bell Tolls (Live at Day on the Green, Oakland, CA — October 12th, 1991)» (Концертная версия)   |              |
| 12. | «Fade to Black (Live at Day on the Green, Oakland, CA — October 12th, 1991)» (Концертная версия)             |              |
| 13. | «Whiplash (Live at Day on the Green, Oakland, CA — October 12th, 1991)» (Концертная версия)                  |              |

| №   | Название | Длительность |
| --- | --- | ------------ |
| 1.  | «The Ecstasy of Gold» (Концертная версия)                                                                       |              |
| 2.  | «Enter Sandman (Live at Arco Arena, Sacramento, CA — January 11th, 1992)» (Концертная версия)                   |              |
| 3.  | «Creeping Death (Live at Arco Arena, Sacramento, CA — January 11th, 1992)» (Концертная версия)                  |              |
| 4.  | «Harvester of Sorrow (Live at Arco Arena, Sacramento, CA — January 11th, 1992)» (Концертная версия)             |              |
| 5.  | «Welcome Home (Sanitarium) (Live at Arco Arena, Sacramento, CA — January 11th, 1992)» (Концертная версия)       |              |
| 6.  | «Sad But True (Live at Arco Arena, Sacramento, CA — January 11th, 1992)» (Концертная версия)                    |              |
| 7.  | «Wherever I May Roam (Live at Arco Arena, Sacramento, CA — January 11th, 1992)» (Концертная версия)             |              |
| 8.  | «The Four Horsemen (Live at Arco Arena, Sacramento, CA — January 11th, 1992)» (Концертная версия)               |              |
| 9.  | «Bass Solo (Live at Arco Arena, Sacramento, CA — January 11th, 1992)» (Концертная версия)                       |              |
| 10. | «Through the Never (Live at Arco Arena, Sacramento, CA — January 11th, 1992)» (Концертная версия)               |              |
| 11. | «The Unforgiven (Live at Arco Arena, Sacramento, CA — January 11th, 1992)» (Концертная версия)                  |              |
| 12. | «Justice Medley (Live at Arco Arena, Sacramento, CA — January 11th, 1992)» (Концертная версия)                  |              |
| 13. | «Drum Solo (Live at Arco Arena, Sacramento, CA — January 11th, 1992)» (Концертная версия)                       |              |
| 14. | «Guitar Solo (Live at Arco Arena, Sacramento, CA — January 11th, 1992)» (Концертная версия)                     |              |
| 15. | «For Whom the Bell Tolls (Live at Arco Arena, Sacramento, CA — January 11th, 1992)» (Концертная версия)         |              |
| 16. | «Fade to Black (Live at Arco Arena, Sacramento, CA — January 11th, 1992)» (Концертная версия)                   |              |
| 17. | «Whiplash (Live at Arco Arena, Sacramento, CA — January 11th, 1992)» (Концертная версия)                        |              |
| 18. | «Encore Jam (Live at Arco Arena, Sacramento, CA — January 11th, 1992)» (Концертная версия)                      |              |
| 19. | «Master of Puppets (Live at Arco Arena, Sacramento, CA — January 11th, 1992)» (Концертная версия)               |              |
| 20. | «Seek & Destroy (Live at Arco Arena, Sacramento, CA — January 11th, 1992)» (Концертная версия)                  |              |
| 21. | «One (Live at Arco Arena, Sacramento, CA — January 11th, 1992)» (Концертная версия)                             |              |
| 22. | «Last Caress (Live at Arco Arena, Sacramento, CA — January 11th, 1992)» (Концертная версия)                     |              |
| 23. | «Am I Evil? (Live at Arco Arena, Sacramento, CA — January 11th, 1992)» (Концертная версия)                      |              |
| 24. | «Battery (Live at Arco Arena, Sacramento, CA — January 11th, 1992)» (Концертная версия)                         |              |
| 25. | «Encore Jam #2 (Live at Arco Arena, Sacramento, CA — January 11th, 1992)» (Концертная версия)                   |              |
| 26. | «Breadfan (Live at Arco Arena, Sacramento, CA — January 11th, 1992)» (Концертная версия)                        |              |
| 27. | «Stone Cold Crazy (Remastered)» (Ремастированная версия)                                                        |              |
| 28. | «So What (Remastered)» (Ремастированная версия)                                                                 |              |
| 29. | «Killing Time (Remastered)» (Ремастированная версия)                                                            |              |
| 30. | «Stone Cold Crazy (Live at Wembley Stadium, London — 1992)» (Концертная версия)                                 |              |
| 31. | «Harvester of Sorrow (Live at The Liebenau, Graz, Austria — September 11th, 1991)» (Концертная версия)          |              |
| 32. | «Nothing Else Matters (Live at Aggie Memorial Stadium, Las Cruces, NM — August 27th, 1992)» (Концертная версия) |              |

| №   | Название | Длительность |
| --- | --- | ------------ |
| 1.  | «The Ecstasy of Gold» (Концертная версия)                                                                        |              |
| 2.  | «Creeping Death (Live at Maimarktgelände, Mannheim, Germany — May 22nd, 1993)» (Концертная версия)               |              |
| 3.  | «Harvester of Sorrow (Live at Maimarktgelände, Mannheim, Germany — May 22nd, 1993)» (Концертная версия)          |              |
| 4.  | «Welcome Home (Sanitarium) (Live at Maimarktgelände, Mannheim, Germany — May 22nd, 1993)» (Концертная версия)    |              |
| 5.  | «Of Wolf and Man (Live at Maimarktgelände, Mannheim, Germany — May 22nd, 1993)» (Концертная версия)              |              |
| 6.  | «Wherever I May Roam (Live at Maimarktgelände, Mannheim, Germany — May 22nd, 1993)» (Концертная версия)          |              |
| 7.  | «The Thing That Should Not Be (Live at Maimarktgelände, Mannheim, Germany — May 22nd, 1993)» (Концертная версия) |              |
| 8.  | «The Unforgiven (Live at Maimarktgelände, Mannheim, Germany — May 22nd, 1993)» (Концертная версия)               |              |
| 9.  | «Disposable Heroes (Live at Maimarktgelände, Mannheim, Germany — May 22nd, 1993)» (Концертная версия)            |              |
| 10. | «Bass Solo (Live at Maimarktgelände, Mannheim, Germany — May 22nd, 1993)» (Концертная версия)                    |              |
| 11. | «Instrumental Medley (Live at Maimarktgelände, Mannheim, Germany — May 22nd, 1993)» (Концертная версия)          |              |
| 12. | «Guitar Solo (Live at Maimarktgelände, Mannheim, Germany — May 22nd, 1993)» (Концертная версия)                  |              |
| 13. | «The Four Horsemen (Live at Maimarktgelände, Mannheim, Germany — May 22nd, 1993)» (Концертная версия)            |              |
| 14. | «For Whom the Bell Tolls (Live at Maimarktgelände, Mannheim, Germany — May 22nd, 1993)» (Концертная версия)      |              |
| 15. | «Fade to Black (Live at Maimarktgelände, Mannheim, Germany — May 22nd, 1993)» (Концертная версия)                |              |
| 16. | «Master of Puppets (Live at Maimarktgelände, Mannheim, Germany — May 22nd, 1993)» (Концертная версия)            |              |
| 17. | «Seek & Destroy (Live at Maimarktgelände, Mannheim, Germany — May 22nd, 1993)» (Концертная версия)               |              |
| 18. | «Battery (Live at Maimarktgelände, Mannheim, Germany — May 22nd, 1993)» (Концертная версия)                      |              |
| 19. | «Nothing Else Matters (Live at Maimarktgelände, Mannheim, Germany — May 22nd, 1993)» (Концертная версия)         |              |
| 20. | «Sad But True (Live at Maimarktgelände, Mannheim, Germany — May 22nd, 1993)» (Концертная версия)                 |              |
| 21. | «Last Caress (Live at Maimarktgelände, Mannheim, Germany — May 22nd, 1993)» (Концертная версия)                  |              |
| 22. | «One (Live at Maimarktgelände, Mannheim, Germany — May 22nd, 1993)» (Концертная версия)                          |              |
| 23. | «Enter Sandman (Live at Maimarktgelände, Mannheim, Germany — May 22nd, 1993)» (Концертная версия)                |              |
| 24. | «So What (Live at Maimarktgelände, Mannheim, Germany — May 22nd, 1993)» (Концертная версия)                      |              |

| №  | Название                                                                                   | Длительность |
| -- | ------------------------------------------------------------------------------------------ | ------------ |
| 1. | «The Making of "Don't Tread on Me"»                                                        |              |
| 2. | «The Making of "Sad But True"»                                                             |              |
| 3. | «The Making of "Enter Sandman"»                                                            |              |
| 4. | «Enter Cameraman»                                                                          |              |
| 5. | «The Making of "The Unforgiven"»                                                           |              |
| 6. | «The Making of "Nothing Else Matters"»                                                     |              |
| 7. | «Rehearsal Day with Queen»                                                                 |              |
| 8. | «Metallica Play the Freddie Mercury Tribute Concert for AIDS Awareness — April 20th, 1992» |              |

| №   | Название                                                           | Длительность |
| --- | ------------------------------------------------------------------ | ------------ |
| 1.  | «The Ecstasy of Gold» (Концертная версия, ранее не издавалась)     |              |
| 2.  | «Enter Sandman» (Концертная версия, ранее не издавалась)           |              |
| 3.  | «Creeping Death» (Концертная версия, ранее не издавалась)          |              |
| 4.  | «Harvester of Sorrow» (Концертная версия, ранее не издавалась)     |              |
| 5.  | «Fade to Black» (Концертная версия, ранее не издавалась)           |              |
| 6.  | «Sad But True» (Концертная версия, ранее не издавалась)            |              |
| 7.  | «Master of Puppets» (Концертная версия, ранее не издавалась)       |              |
| 8.  | «Seek & Destroy» (Концертная версия, ранее не издавалась)          |              |
| 9.  | «For Whom the Bell Tolls» (Концертная версия, ранее не издавалась) |              |
| 10. | «One» (Концертная версия, ранее не издавалась)                     |              |
| 11. | «Whiplash» (Концертная версия, ранее не издавалась)                |              |
| 12. | «Encore Jam» (Концертная версия, ранее не издавалась)              |              |
| 13. | «Last Caress» (Концертная версия, ранее не издавалась)             |              |
| 14. | «Am I Evil?» (Концертная версия, ранее не издавалась)              |              |
| 15. | «Battery» (Концертная версия, ранее не издавалась)                 |              |
| 16. | «Holier Than Thou» (Bonus Shit)                                    |              |
| 17. | «Blitzkrieg» (Bonus Shit)                                          |              |
| 18. | «Leper Messiah» (Bonus Shit)                                       |              |
| 19. | «Master of Puppets» (Bonus Shit)                                   |              |
| 20. | «Am I Evil?» (Bonus Shit)                                          |              |
| 21. | «Breadfan» (Bonus Shit)                                            |              |
| 22. | «So What» (Bonus Shit)                                             |              |
| 23. | «Stone Cold Crazy» (Bonus Shit)                                    |              |
| 24. | «Am I Evil?» (Bonus Shit)                                          |              |
| 25. | «Helpless» (Bonus Shit)                                            |              |

| №   | Название                                                             | Длительность |
| --- | -------------------------------------------------------------------- | ------------ |
| 1.  | «The Ecstasy of Gold» (Концертная версия, ранее не издавалась)       |              |
| 2.  | «Of Wolf and Man» (Концертная версия, ранее не издавалась)           |              |
| 3.  | «Creeping Death» (Концертная версия, ранее не издавалась)            |              |
| 4.  | «Harvester of Sorrow» (Концертная версия, ранее не издавалась)       |              |
| 5.  | «Welcome Home (Sanitarium)» (Концертная версия, ранее не издавалась) |              |
| 6.  | «Sad But True» (Концертная версия, ранее не издавалась)              |              |
| 7.  | «Wherever I May Roam» (Концертная версия, ранее не издавалась)       |              |
| 8.  | «The Unforgiven» (Концертная версия, ранее не издавалась)            |              |
| 9.  | «Justice Medley» (Концертная версия, ранее не издавалась)            |              |
| 10. | «Solos (Bass & Guitar)» (Концертная версия, ранее не издавалась)     |              |
| 11. | «Through the Never» (Концертная версия, ранее не издавалась)         |              |
| 12. | «For Whom the Bell Tolls» (Концертная версия, ранее не издавалась)   |              |
| 13. | «Fade to Black» (Концертная версия, ранее не издавалась)             |              |
| 14. | «Master of Puppets» (Концертная версия, ранее не издавалась)         |              |
| 15. | «Seek & Destroy» (Концертная версия, ранее не издавалась)            |              |
| 16. | «Whiplash» (Концертная версия, ранее не издавалась)                  |              |
| 17. | «Nothing Else Matters» (Концертная версия, ранее не издавалась)      |              |
| 18. | «Am I Evil?» (Концертная версия, ранее не издавалась)                |              |
| 19. | «Last Caress» (Концертная версия, ранее не издавалась)               |              |
| 20. | «One» (Концертная версия, ранее не издавалась)                       |              |
| 21. | «Damage, Inc.» (Концертная версия, ранее не издавалась)              |              |
| 22. | «Enter Sandman» (Концертная версия, ранее не издавалась)             |              |

| №   | Название                                                             | Длительность |
| --- | -------------------------------------------------------------------- | ------------ |
| 1.  | «The Ecstasy of Gold» (Концертная версия, ранее не издавалась)       |              |
| 2.  | «Creeping Death» (Концертная версия, ранее не издавалась)            |              |
| 3.  | «Harvester of Sorrow» (Концертная версия, ранее не издавалась)       |              |
| 4.  | «Welcome Home (Sanitarium)» (Концертная версия, ранее не издавалась) |              |
| 5.  | «Of Wolf and Man» (Концертная версия, ранее не издавалась)           |              |
| 6.  | «Wherever I May Roam» (Концертная версия, ранее не издавалась)       |              |
| 7.  | «Disposable Heroes» (Концертная версия, ранее не издавалась)         |              |
| 8.  | «The Unforgiven» (Концертная версия, ранее не издавалась)            |              |
| 9.  | «Bass Solo» (Концертная версия, ранее не издавалась)                 |              |
| 10. | «Instrumental Medley» (Концертная версия, ранее не издавалась)       |              |
| 11. | «Guitar Solo» (Концертная версия, ранее не издавалась)               |              |
| 12. | «For Whom the Bell Tolls» (Концертная версия, ранее не издавалась)   |              |
| 13. | «Fade to Black» (Концертная версия, ранее не издавалась)             |              |
| 14. | «Master of Puppets» (Концертная версия, ранее не издавалась)         |              |
| 15. | «Seek & Destroy» (Концертная версия, ранее не издавалась)            |              |
| 16. | «Battery» (Концертная версия, ранее не издавалась)                   |              |
| 17. | «Nothing Else Matters» (Концертная версия, ранее не издавалась)      |              |
| 18. | «Sad But True» (Концертная версия, ранее не издавалась)              |              |
| 19. | «One» (Концертная версия, ранее не издавалась)                       |              |
| 20. | «Enter Sandman» (Концертная версия, ранее не издавалась)             |              |
| 21. | «So What» (Концертная версия, ранее не издавалась)                   |              |

| №   | Название                                                    | Длительность |
| --- | ----------------------------------------------------------- | ------------ |
| 1.  | «Enter Sandman» (Music Video)                               |              |
| 2.  | «The Unforgiven» (Music Video)                              |              |
| 3.  | «Nothing Else Matters» (Music Video)                        |              |
| 4.  | «Wherever I May Roam» (Music Video)                         |              |
| 5.  | «Sad But True» (Music Video)                                |              |
| 6.  | «The Unforgiven» (Music Video, Theatrical Version)          |              |
| 7.  | «Enter Sandman — Behind the Music Video» (Psycho Band Pass) |              |
| 8.  | «Enter Sandman — Behind the Music Video» (Hetfield)         |              |
| 9.  | «Enter Sandman — Behind the Music Video» (Ulrich)           |              |
| 10. | «Enter Sandman — Behind the Music Video» (Hammett)          |              |
| 11. | «Enter Sandman — Behind the Music Video» (Newsted)          |              |
| 12. | «Enter Sandman — Behind the Music Video» (Final Concept)    |              |
| 13. | «The Unforgiven — Behind the Music Video» (B-Roll)          |              |
| 14. | «Los Angeles, CA» (Halfin’s Home Movies)                    |              |
| 15. | «Moscow, Russia» (Halfin’s Home Movies)                     |              |
| 16. | «Oakland, CA» (Halfin’s Home Movies)                        |              |
| 17. | «Oakland, CA II» (Halfin’s Home Movies)                     |              |
| 18. | «Miami, FL» (Halfin’s Home Movies)                          |              |
| 19. | «Perth, Australia» (Halfin’s Home Movies)                   |              |
| 20. | «Jakarta, Indonesia» (Halfin’s Home Movies)                 |              |
| 21. | «Bangkok, Thailand» (Halfin’s Home Movies)                  |              |

| №   | Название                       | Длительность |
| --- | ------------------------------ | ------------ |
| 1.  | «Enter Sandman»                |              |
| 2.  | «Creeping Death»               |              |
| 3.  | «Holier Than Thou»             |              |
| 4.  | «Harvester of Sorrow»          |              |
| 5.  | «Welcome Home (Sanitarium)»    |              |
| 6.  | «Sad But True»                 |              |
| 7.  | «The Four Horsemen»            |              |
| 8.  | «Of Wolf and Man»              |              |
| 9.  | «For Whom the Bell Tolls»      |              |
| 10. | «The Unforgiven»               |              |
| 11. | «The Shortest Straw»           |              |
| 12. | «Damage, Inc.»                 |              |
| 13. | «Through the Never»            |              |
| 14. | «Fade to Black»                |              |
| 15. | «Whiplash»                     |              |
| 16. | «Master of Puppets»            |              |
| 17. | «Seek & Destroy»               |              |
| 18. | «Motorbreath»                  |              |
| 19. | «Nothing Else Matters»         |              |
| 20. | «Wherever I May Roam»          |              |
| 21. | «Last Caress»                  |              |
| 22. | «One»                          |              |
| 23. | «Disposable Heroes»            |              |
| 24. | «The Thing That Should Not Be» |              |
| 25. | «Battery»                      |              |
| 26. | «So What»                      |              |

## Участники записи
| Metallica - Джеймс Хэтфилд — вокал, ритм-гитара, акустическая гитара (4, 8), ситар (5), соло-гитара (8), продюсер - Кирк Хэмметт — соло-гитара (1-7, 9-12) - Джейсон Ньюстед — бас-гитара, бэк-вокал, двенадцатиструнная бас-гитара (5) - Ларс Ульрих — ударные, перкуссия, продюсер Дополнительные музыканты - Майкл Кэймен — оркестровка (8) | Технический персонал - Боб Рок — продюсер - Рэнди Стауб, Майк Таччи — звукорежиссёры - Джордж Марино — мастеринг - Metallica, Питер Менш — концепция обложки - Дон Бротигэм — художественное оформление - Росс Халфин, Рик Ликонг, Роб Эллис — фотографии |  |

## Позиции в чартах и сертификация
| Чарт           | Высшая позиция |
| -------------- | -------------- |
| Австралия      | 1              |
| Австрия        | 5              |
| Бельгия        | 56             |
| Великобритания | 1              |
| Германия       | 1              |
| Дания          | 5              |
| Ирландия       | 27             |
| Испания        | 10             |
| Италия         | 4              |
| Канада         | 1              |
| Мексика        | 42             |
| Нидерланды     | 6              |
| Новая Зеландия | 1              |
| Норвегия       | 1              |
| США            | 1              |
| Финляндия      | 1              |
| Франция        | 1              |
| Швейцария      | 1              |
| Швеция         | 4              |
| Япония         | 3              |

| Чарт (1991)       | Позиция |
| ----------------- | ------- |
| OCC               | 86      |
| Recorded Music NZ | 28      |
| Billboard 200     | 62      |

| Чарт (1992)   | Позиция |
| ------------- | ------- |
| Billboard 200 | 7       |

| Чарт (1993)   | Позиция |
| ------------- | ------- |
| Billboard 200 | 32      |

| Чарт (1994)   | Позиция |
| ------------- | ------- |
| Billboard 200 | 71      |

| Чарт (1995)   | Позиция |
| ------------- | ------- |
| Billboard 200 | 94      |

| Чарт (1996)   | Позиция |
| ------------- | ------- |
| Billboard 200 | 91      |

| Чарт (2016)   | Позиция |
| ------------- | ------- |
| Billboard 200 | 92      |

| Чарт (2017)       | Позиция |
| ----------------- | ------- |
| Sverigetopplistan | 72      |
| Billboard 200     | 95      |

| Чарт (2018)   | Позиция |
| ------------- | ------- |
| Billboard 200 | 109     |

| Чарт (1990—1999) | Позиция |
| ---------------- | ------- |
| Billboard 200    | 8       |

| Страна         | Сертификация   |
| -------------- | -------------- |
| Австралия      | 12× Платиновый |
| Австрия        | 2× Платиновый  |
| Аргентина      | 5× Платиновый  |
| Великобритания | 2× Платиновый  |
| Германия       | Платиновый     |
| Дания          | 7× Платиновый  |
| Италия         | Платиновый     |
| Канада         | Бриллиантовый  |
| Мексика        | Золотой        |
| Нидерланды     | 2× Платиновый  |
| Новая Зеландия | 10× Платиновый |
| Норвегия       | 3× Платиновый  |
| Польша         | Платиновый     |
| США            | 16× Платиновый |
| Финляндия      | 2× Платиновый  |
| Франция        | Платиновый     |
| Швеция         | 2× Платиновый  |
| Швейцария      | 3× Платиновый  |
| Япония         | 2× Платиновый  |

### Синглы
| Год  | Песня                  | Высшая позиция | Высшая позиция | Высшая позиция | Высшая позиция | Высшая позиция | Высшая позиция | Высшая позиция | Высшая позиция | Высшая позиция | Высшая позиция | Высшая позиция | Высшая позиция | Высшая позиция |
| Год  | Песня                  | US Hot         | US Main        | UK             | AUS            | AT             | BE             | CAN            | FI             | FR             | NET            | NOR            | SWE            | SWI            |
| ---- | ---------------------- | -------------- | -------------- | -------------- | -------------- | -------------- | -------------- | -------------- | -------------- | -------------- | -------------- | -------------- | -------------- | -------------- |
| 1991 | «Enter Sandman»        | 16             | 10             | 5              | 10             | —              | 46             | 17             | —              | —              | 10             | 2              | 14             | 11             |
| 1991 | «The Unforgiven»       | 35             | 10             | 15             | 10             | —              | —              | —              | —              | 28             | 25             | —              | 32             | —              |
| 1992 | «Nothing Else Matters» | 34             | 11             | 6              | 8              | 14             | —              | 41             | 6              | 10             | 4              | 3              | 12             | 5              |
| 1992 | «Wherever I May Roam»  | 82             | 25             | 25             | 14             | —              | —              | —              | —              | 28             | 22             | 5              | 28             | —              |
| 1993 | «Sad but True»         | 98             | 15             | 20             | 48             | —              | —              | —              | —              | —              | 10             | 2              | 31             | —              |

### Документальные фильмы
- Behind the Music: Metallica. — Behind the Music TV series/VH1, 1998.
- Classic Albums: Metallica. — Eagle Rock Entertainment, 2001.
- Heavy: The Story of Metal[англ.] — «Part Four: Seek & Destroy». — rockDocs/VH1, 2006.